# Lịch sử hành chính An Giang
Lịch sử hành chính An Giang được xem là bắt đầu từ cuộc cải cách hành chính của Minh Mạng năm 1832, khi thành lập 12 tỉnh từ các dinh trấn ở miền Nam. Sau cuộc sáp nhập tỉnh, thành Việt Nam 2025, về mặt hành chính, An Giang được chia làm 102 đơn vị hành chính cơ sở, gồm 14 phường, 85 xã, và 3 đặc khu (gồm đặc khu Phú Quốc, đặc khu Kiên Hải và đặc khu Thổ Châu). 

## Thời Chúa Nguyễn và Nhà Tây Sơn

### Trước khi thành lập tỉnh
Vùng đất An Giang ngày nay, khi xưa thuộc đất Kompong Long, được sử Việt chép là Tầm Phong Long, vốn thuộc vùng ảnh hưởng vương quốc Chân Lạp. Đến năm Đinh Sửu 1757, quốc vương Chân Lạp là Outey II (sử Việt chép là Nặc Tôn) dâng đất này cho chúa Nguyễn để tạ ơn công sức đã đưa ngài ấy lên ngôi chính vương Chân Lạp. Chúa Nguyễn Phúc Khoát sai Nguyễn Cư Trinh vào nhận đất Tầm Phong Long, lập thành 3 đạo là: Tân Châu, Đông Khẩu (Sa Đéc), Châu Đốc; và cho tất cả trực thuộc dinh Long Hồ.
Từ thời thuộc Chân Lạp cho đến tận đầu nhà Nguyễn, đất An Giang còn hoang hóa, rất ít dân cư. Những năm đầu thời vua Gia Long, nhà Nguyễn mới tổ chức mộ dân đến khai hoang định cư, và cho thuộc vào thuộc trấn Vĩnh Thanh (1 trong 5 trấn của thành Gia Định).

## Thời Nhà Nguyễn

### TỉnhAn Giang
Năm Minh Mạng thứ 13 (1832), vua Minh Mạng chia trấn Vĩnh Thanh thành hai tỉnh An Giang và Vĩnh Long. Tỉnh An Giang (chữ Hán: 安江), đồng thời chia thành 2 phủ (với 4 huyện): phủ Tuy Biên (gồm 2 huyện: Tây Xuyên, Phong Phú), phủ Tân Thành (gồm 2 huyện: Đông Xuyên và Vĩnh An). Cùng lúc, đặt ra chức An-Hà tổng đốc thống lĩnh cả hai tỉnh An Giang và Hà Tiên, lỵ sở đặt tại tỉnh thành Châu Đốc của tỉnh An Giang. Địa bàn tỉnh An Giang dưới thời nhà Nguyễn rất rộng. So với địa giới hành chính ngày nay bao gồm toàn bộ tỉnh An Giang, thành phố Cần Thơ, Hậu Giang, Sóc Trăng, một phần tỉnh Đồng Tháp và huyện Giá Rai (thuộc tỉnh Bạc Liêu).
Tháng 4 năm 1824, Nặc Ông Chân (Ang Chan II), hiến tặng nhà Nguyễn thông qua Nguyễn Văn Thoại (để trả ơn ông Thoại), 3 vùng Chân Sum (còn gọi là Chân Thành hay Chân Chiêm, nằm giữa Giang Thành và Châu Đốc), Mật Luật (Ngọc Luật, cũng nằm giữa Giang Thành và Châu Đốc), Lợi Kha Bát (Prey Kabbas), Takeo). Nhà Nguyễn chỉ lấy 2 đất Chân Sum và Mật Luật (Mật Luật sau thành đất huyện Tây Xuyên). Chân Sum sau được phân vào hai huyện Hà Âm và Hà Dương từng thuộc phủ Tĩnh Biên (Tịnh Biên)/tỉnh Hà Tiên, trước khi chia về cho tỉnh An Giang.
An Giang là một trong sáu tỉnh đầu tiên ở Nam Kỳ (Nam Kỳ lục tỉnh) vào thời nhà Nguyễn độc lập, thành lập năm 1832 dưới triều vua Minh Mạng.

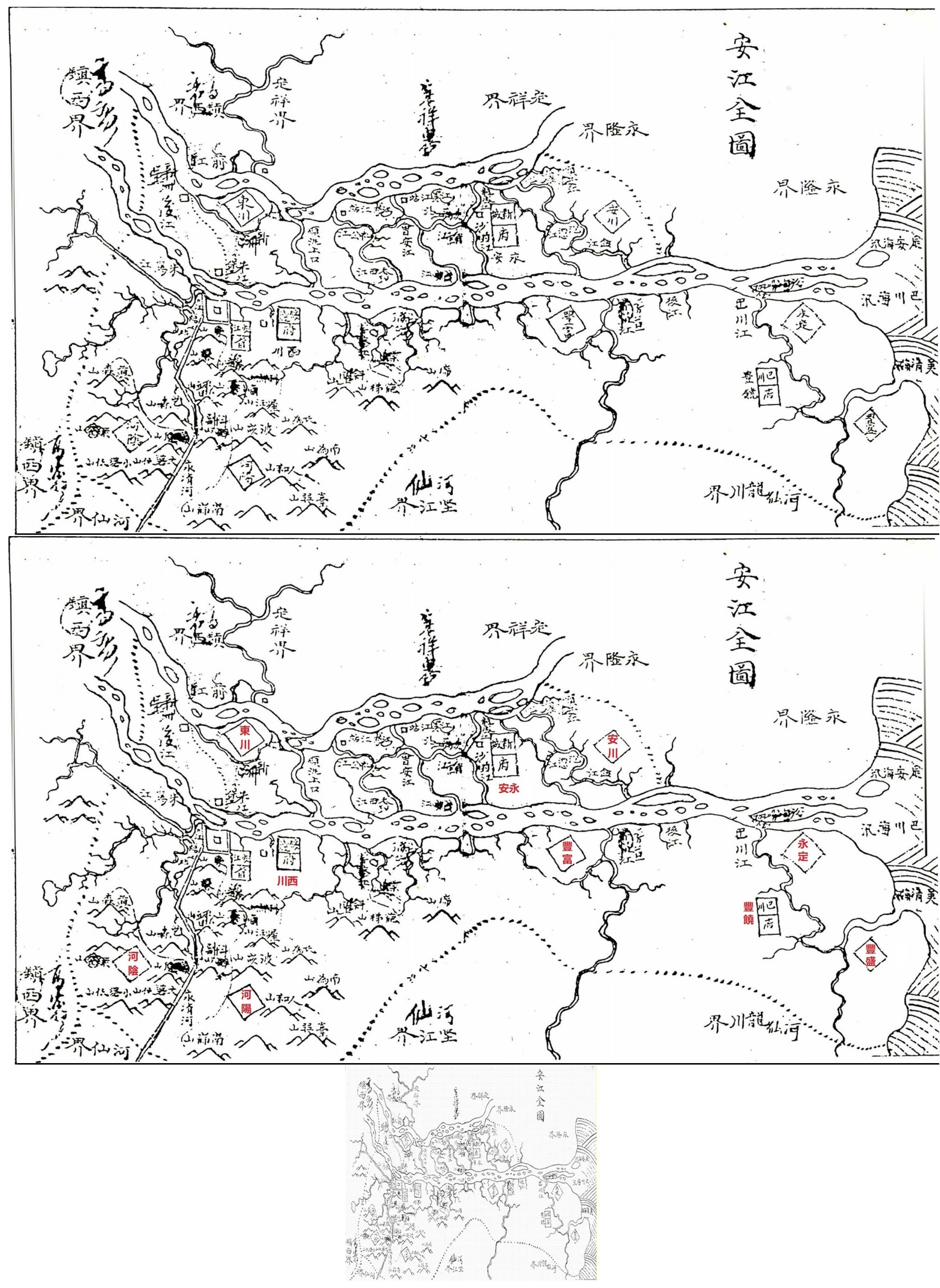
Bản đồ cổ tỉnh An Giang nhà Nguyễn có tên là An Giang toàn đồ (安江全圖) in trong địa bạ tỉnh An Giang năm 1836.

Năm 1833, tỉnh An Giang bị quân Lê Văn Khôi nổi dậy chiếm đóng, nhà Nguyễn phải điều binh đánh dẹp, cuối cùng Án sát  An Giang là Bùi Văn Lý lấy lại được tỉnh thành (Châu Đốc) từ tay của quân Khôi. Năm 1833-1834, quân nước Xiêm La, theo cầu viện của Lê Văn Khôi, tiến vào An Giang theo đường sông Cửu Long đánh nhà Nguyễn, bị quân nhà Nguyễn do Trương Minh Giảng, Nguyễn Xuân đánh bại trên sông Vàm Nao.
Năm Minh Mạng thứ 16 (1835), nhà Nguyễn lấy thêm đất Ba Thắc (Bassac, thuộc Cao Miên) sáp nhập vào An Giang và lập thành phủ Ba Xuyên. Đất Ba Thắc cũ chia thành 2 huyện Phong Nhiêu và Phong Thịnh. Đồng thời nhập thêm huyện Vĩnh Định của tỉnh Vĩnh Long vào phủ Ba Xuyên, khiến phủ Ba Xuyên có 3 huyện: Phong Nhiêu, Phong Thịnh và Vĩnh Định.
Phân chia hành chánh tỉnh An Giang năm 1836:
- Phủ Tân Thành:

-Huyện Vĩnh An:
-Tổng An Hội gồm 1 xã Sùng Văn và 4 thôn: An Tịch, Tân Lâm, Tân Qui Đông, Tân Xuân
-Tổng An Mỹ gồm 7 thôn: An Thuận, Phú An, Phú Hựu, Phú Nhơn, Tân An Đông, Tân Hựu, Tân Nhơn;
-Tổng An Thạnh gồm 7 thôn: Hội An, Mỹ An, Tân An Trung, Tân Đông, Tân Khánh, Tân Khánh Tây, Tân Mỹ;
-Tổng An Thới gồm 5 thôn: Nhơn Qưới, Tân Dương, Tân Long, Tân Thạnh, Vĩnh Thạnh;
-Tổng An Tĩnh gồm 3 thôn: Phú An Đông, Tân Thuận, Tân Tịch;
-Tổng An Trung gồm 6 thôn: Bình Tiên, Tân Phú Đông, Tân Phú Trung, Tân Phú, Tân Qui Tây, Vĩnh Phước;
-Tổng An Trường gồm 8 thôn: Định Hòa, Đông Thành, Đông Thành Trung, Kim Bồn, Mỹ Thuận, Phù Ly, Tân Lộc Trung, Tân Phong;
-Huyện Vĩnh Định:
-Tổng Định An gồm 3 thôn: Đông Phú, Long Hưng, Phú Mỹ Đông;
-Tổng Định Bảo gồm 8 thôn: Nhơn Ái, Tân An, Tân Lợi, Tân Thạnh Đông, Thới Bình, Thường Thạnh, Thường Thạnh Đông, Trường Thành;
-Tổng Định Khánh gồm 11 thôn: An Khánh, An Thạnh Nhì, An Thạnh Nhứt, Châu Hưng, Châu Khánh, Đại Hòa, Đại Hữu, Đại Thạnh, Hòa Mỹ, Phong Phú, Phú Hữu;
-Tổng Định Thới gồm 6 thôn: Bình Thủy, Phú Long, Tân Lộc Đông, Thới An, Thới An Đông, Thới Hưng;
- Phủ Tuy Biên:

-Huyện Đông Xuyên:
-Tổng An Lương gồm 12 thôn: Bình Thạnh Đông, Hòa Thạnh, Lý Nhơn, Mỹ Hội Đông, Nhơn An, Nhơn Lương, Tân Hưng, Toàn Đức, Vĩnh Hậu, Vĩnh Lộc, Vĩnh Toàn, Mỹ Lương;
-Tổng An Phú gồm 7 thôn: An Hòa, Bình Hòa Tây, Nhơn Hòa, Tân Bình, Định An, Long Hậu, Tân Lộc;
-Tổng An Thành gồm 10 thôn: Long Hưng, Long Khánh, Long Sơn, Phú Lâm, Tân An, Tân Thiện, Vĩnh Hòa, Vĩnh Lạc, Vĩnh Lợi, Vĩnh Xương;
-Tổng An Toàn gồm 9 thôn: Kiến Long, Kiến Thạnh, Mỹ Chánh, Mỹ Hưng, Mỹ Long, Mỹ Phú, Toàn Đức, Toàn Đức Đông, Tú Điền;
-Huyện Tây Xuyên:
-Tổng Châu Phú gồm 29 thôn: An Nông, An Thạnh, Bình Thạnh, Hưng An, Khánh An, Long Thạnh, Nhơn Hòa, Nhơn Hội, Phú Cường, Thân Nhơn Lý, Thới Hưng, Vĩnh Bảo, Vĩnh Điều, Vĩnh Hội, Vĩnh Khánh, Vĩnh Lạc, Vĩnh Ngươn, Vĩnh Phước, Vĩnh Tế Sơn, Vĩnh Thành, Vĩnh Thạnh, Vĩnh Thọ, Vĩnh Thông, Vĩnh Trung, Vĩnh Trường, Châu Phú, Vĩnh Gia, Vĩnh Hòa Trung, Vĩnh Lạc Trung;
-Tổng Định Phước gồm 9 thôn: Mỹ Phước, Mỹ Thạnh, Tân Thuận Đông, Thạnh Hòa Trung, Thoại Sơn, Thới Thuận, Vĩnh Chánh, Vĩnh Phú, Vĩnh Trinh;
-Tổng Định Thành gồm 6 thôn: Bình Đức, Bình Hòa Trung, Bình Lâm, Bình Mỹ, Vĩnh Thạnh Trung, Vĩnh Thuận.
Năm Minh Mạng thứ 20 (1839), nhà Nguyễn đặt thêm huyện An Xuyên (tách từ phần đất huyện Vĩnh An ra) lệ thuộc vào phủ Tân Thành. Cùng năm này, nhà Nguyễn còn cắt đất huyện Chân Thành phủ Chân Chiêm thuộc Trấn Tây Thành (xứ Cao Miên do nhà Nguyễn bảo hộ) hợp với phần đất cắt từ huyện Tây Xuyên để lập hai huyện Hà Dương (ở bờ Nam sông Vĩnh Tế) và Hà Âm (ở bờ Bắc sông Vĩnh Tế) của tỉnh Hà Tiên (sau chuyển sang tỉnh An Giang), nhập thêm thổ huyện Ô Môn (tên gọi cũ của vùng đất thuộc Cao Miên (Trấn Tây Thành) có nhiều người Khmer sinh sống) vào thành huyện Phong Phú, thổ huyện Mật Luật (Ngọc Luật) của Trấn Tây Thành vào huyện Tây Xuyên.
Năm Thiệu Trị thứ 2 (1842), Thiệu Trị trích phủ Tĩnh Biên cùng huyện Hà Dương của tỉnh Hà Tiên, sáp nhập vào An Giang. Năm 1844, trích thêm huyện Hà Âm của tỉnh Hà Tiên nhập vào phủ Tĩnh Biên, lúc này phủ Tĩnh Biên gồm các huyện Hà Âm, Hà Dương. Năm Tự Đức thứ 3 (1850), nhà Nguyễn bỏ phủ Tĩnh Biên, cho nhập 2 huyện Hà Âm và Hà Dương vào phủ Tuy Biên. Vào thời vua Tự Đức tỉnh An Giang gồm có 3 phủ với 10 huyện: Hà Âm, Hà Dương, Phong Phú, Tây Xuyên, Đông Xuyên, Vĩnh An, An Xuyên, Phong Nhiêu, Phong Thịnh, Vĩnh Định.
- Phủ Tuy Biên (绥边):

- Huyện Hà Âm, trước là đất huyện Châu Thành nước Cao Miên, gồm 2 tổng (có thể là 2 tổng với tên là Thành Tín và Quy Đức, sau này được tổ chức lại thành 2 tổng nằm ngay bên bờ kênh Vĩnh Tế của tỉnh Châu Đốc năm 1901) với 40 làng xã (Vĩnh Thông, Vĩnh Bảo, Vĩnh Lạc, Vĩnh Gia, Vĩnh Điều, Thân Nhơn Lý...), phía tây giáp huyện Hà Châu tỉnh Hà Tiên, phía nam giáp huyện Hà Dương, phía đông giáp huyện Tây Xuyên, phía bắc giáp nước Cao Miên. Theo Đại Nam nhất thống chí: huyện Hà Âm nằm bên trái (tả, tức bờ phía tây bắc) sông Vĩnh Tế. Như vậy, vào thời này, vùng đất huyện Hà Âm thuộc phần đất giáp biên giới của Campuchia với Việt Nam, tức là phần đất huyện Kiri Vong, và có thể cả phần đất các huyện Kaoh Andaet, Bourei Cholsar thuộc tỉnh Takeo, Campuchia.
-Huyện Hà Dương (河陽), nguyên là đất huyện Chân Thành nước Cao Miên, gồm 4 tổng (Thành Tâm, Thành Ý, Thành Lễ, Thành Ngãi (hay Thành Nghĩa)) với 40 làng xã (Vĩnh Quới, Hưng Nhượng, An Nông, An Thạnh, Phú Thạnh, Nhơn Hòa, Thới Sơn, Tà Đảnh, Thuyết Nạp, Trát Quan, Tu Tế, Văn Giáo, Vĩnh Trung, Xuân Tô, An Cư, Ba Chút, Bích Trì, Bôn Ca, Châu Lăng, Lê Huất, Lương Đô, Phi Yên, Trầm Văn, An Tức, Đôn Hậu, Giai Âm, Nam Qui, Phi Cấm, Tri Tôn, Cô Tô, Nam Chỉ, Ngôn Nạp, Ô Lâm,...), phía tây giáp huyện Hà Châu tỉnh Hà Tiên, phía nam giáp huyện Kiên Giang tỉnh Hà Tiên, phía đông giáp huyện Tây Xuyên, phía bắc giáp huyện Hà Âm. Đất huyện Hà Dương vào thời nay thuộc các huyện Châu Thành, Thoại Sơn và Tri Tôn của tỉnh An Giang.
-Huyện Phong Phú (豐富) từng là đất huyện Vĩnh Định và đất thổ huyện Ô Môn (của Cao Miên), gồm 3 tổng với 31 làng xã, phía tây giáp huyện Kiên Giang tỉnh Hà Tiên, phía nam giáp huyện Vĩnh Định (phủ Ba Xuyên), phía bắc giáp 2 huyên Tây Xuyên và An Xuyên (phủ Tân Thành). Đất huyện Phong Phú nay có thể là đất thuộc các quận huyện Thốt Nốt, Ô Môn,... của thành phố Cần Thơ. Đại Nam nhất thống chí chép: "Sông Cần Thơ ở bờ Tây sông Hậu, cách huyện Phong Phú 3 dặm về phía đông,..., bờ phía tây là thủ sở đạo Trấn Giang cũ,..."
-Huyện Tây Xuyên (西川) nguyên là đất đạo Châu Đốc cùng huyện Vĩnh Định và thổ huyện Mật Luật (của Cao Miên), nằm ở bờ Tây sông Hậu, gồm 3 tổng (Châu Phú, Định Thành, Định Phước) với 38 làng xã, phía tây giáp huyện Hà Dương, phía nam giáp huyện Long Xuyên tỉnh Hà Tiên, phía đông và phía bắc giáp huyện Đông Xuyên (phủ Tân Thành). Đất huyện Tây Xuyên nay có thể là đất thuộc các huyện thị Châu Đốc, An Phú, Châu Phú, Châu Thành, thành phố Long Xuyên,... của tỉnh An Giang.
- Phủ Tân Thành (新成):

-Huyện Đông Xuyên nguyên là đất huyện Vĩnh Định (gồm đạo Tân Châu) nằm ở phía đông sông Hậu Giang (giữa sông Tiền và sông Hậu), gồm 4 tổng với 33 làng xã, phía tây và phía nam giáp huyện Tây Xuyên, phía đông giáp các huyện Kiến Đăng, (Kiến Phong) tỉnh Định Tường, phía bắc giáp nước Cao Miên. Đất huyện Đông Xuyên nay có thể là thuộc đất các huyện thị Tân Châu, An Phú, Phú Tân,... của tỉnh An Giang.
-Huyện Vĩnh An (永安) gồm 4 tổng với 36 làng xã, phía tây giáp huyện Phong Phú, phía nam và phía đông giáp huyện An Xuyên, phía bắc giáp huyện Kiến Phong tỉnh Định Tường. Đất huyện Vĩnh An có thể nay là đất thuộc huyện Chợ Mới và một số huyện phía nam tỉnh Đồng Tháp (nằm giữa sông Tiền và sông Hậu) là: Lấp Vò, Lai Vung, Sa Đéc (đạo Đông Khẩu). Theo Đại Nam nhất thống chí thì đạo Đông Khẩu ở bờ Nam sông Sa Đéc thuộc địa phận huyện Vĩnh An.
-Huyện An Xuyên (安川) gồm 3 tổng với 25 làng xã, phía tây giáp huyện Phong Phú, phía nam giáp huyện Vĩnh Định, phía đông giáp tỉnh Vĩnh Long, phía bắc giáp tỉnh Định Tường. Đất huyện An Xuyên có thể nay thuộc các huyện thị phía nam tỉnh Đồng Tháp (nằm giữa sông Tiền và sông Hậu) là: Lấp Vò, Lai Vung, Châu Thành... và có thể là cả đất huyện Bình Minh tỉnh Vĩnh Long ngày nay.
- Phủ Ba Xuyên (巴川):

-Huyện Vĩnh Định (永定) nguyên trước là huyện Vĩnh Định tỉnh Vĩnh Long nhà Nguyễn sau cắt sang An Giang, gồm 4 tổng (Định Thới, Định An, Định Khánh, và Trấn Giang (tức Cần Thơ)) với 19 làng xã, phía tây giáp huyện Phong Nhiêu, phía nam giáp huyện Phong Thịnh, phía đông và phía bắc giáp tỉnh Vĩnh Long nhà Nguyễn. Đất huyện Vĩnh Định nay có thể là vùng đất giáp bờ sông Hậu thuộc các tỉnh Hậu Giang (chủ yếu), Sóc Trăng (một phần).
-Huyện Phong Nhiêu (豐饒), gồm 3 tổng với 17 làng xã, phía tây giáp huyện Kiên Giang tỉnh Hà Tiên, phía nam giáp biển Đông, phía đông và phía bắc giáp huyện Vĩnh Định. Nay đất huyện Phong Nhiêu có thể thuộc phần phía tây 2 tỉnh Hậu Giang và Sóc Trăng, cùng phần phía đông hay toàn bộ tỉnh Bạc Liêu.
-Huyện Phong Thịnh (豐盛), đến năm Tự Đức thứ 3 (1850) bị nhập vào cùng huyện Vĩnh Định với sự kiêm quản của phủ lỵ nên bị xóa tên. Toàn bộ đất huyện Phong Thịnh có thể là nằm trọn vẹn trong địa bàn tỉnh Sóc Trăng ngày nay.

Các tổng đốc An Giang-Hà Tiên của nhà Nguyễn:
| - Trương Minh Giảng nhiệm kỳ 1832-1836 - Lê Đại Cương (có tội, bị cách chức) - Trương Minh Giảng nhiệm kỳ: 3(âm)/1838 - 1840 - Dương Văn Phong nhiệm kỳ: 9(âm)/1840 - 3(âm)/1841 (bi cách chức) - Nguyễn Văn Chương (tức Nguyễn Tri Phương) tuần phủ kiêm quyền hộ lý tổng đốc 1841 - Phạm Văn Điển nhiệm kỳ 1841-1842 (ốm chết) - Nguyễn Công Nhàn nhiệm kỳ 1842-1844 (bị cách chức) | - Nguyễn Văn Chương (tức Nguyễn Tri Phương) nhiệm kỳ 1844-1845 - Tôn Thất Bạch nhiệm kỳ 1845-1847 - Doãn Uẩn nhiệm kỳ 1847-1850 (ốm chết) - Cao Hữu Bằng (Cao Hữu Dực) nhiệm kỳ 1850-1859 (ốm chết) - Nguyễn Công Nhàn nhiệm kỳ 1859-1861 (bị cách chức) - Phan Khắc Thận (1861-1867 (khi Pháp chiếm An Giang) |

Các Tuần phủ (tỉnh trưởng) An Giang nhà Nguyễn
| - Lê Đại Cương nhiệm kỳ 1832-1836 - Dương Văn Phong nhiệm kỳ 1838-1840 - Nguyễn Tri Phương 1841 - Nguyễn Công Trứ nhiệm kỳ 1842-1844 | - Doãn Uẩn nhiệm kỳ 1844-1847 - Cao Hữu Dực 1847-1850 - Phan Khắc Thận 1859-1861 - Lê Đức |

## Thời Pháp thuộc và Nhật thuộc

### Tỉnh Long Xuyên và tỉnh Châu Đốc
Năm 1868, thực dân Pháp chiếm nốt 3 tỉnh miền Tây Nam Kỳ là An Giang, Vĩnh Long và Hà Tiên. Lúc này, thực dân Pháp dần xóa bỏ tên gọi tỉnh An Giang cùng hệ thống hành chính phủ huyện cũ thời nhà Nguyễn ở khu vực này, đồng thời cũng đặt ra các hạt Thanh tra. Theo đó, tỉnh An Giang bị đổi tên thành tỉnh Châu Đốc, do lấy theo tên gọi nơi đặt lỵ sở của tỉnh là thành Châu Đốc. Tỉnh Châu Đốc khi đó gồm các hạt Thanh tra, vốn lấy tên gọi theo địa điểm nơi đặt lỵ sở như: hạt Châu Đốc (phủ Tuy Biên cũ), hạt Sa Đéc (phủ Tân Thành cũ) và hạt Ba Xuyên (phủ Ba Xuyên cũ):
-Hạt Châu Đốc (phủ Tuy Biên cũ), đặt lỵ sở tại Châu Đốc, gồm 2 huyện: Đông Xuyên và Hà Dương
-Hạt Sa Đéc (phủ Tân Thành cũ), đặt lỵ sở tại Sa Đéc, gồm 3 huyện: An Xuyên, Vĩnh An và Phong Phú
-Hạt Ba Xuyên (phủ Ba Xuyên cũ), đặt lỵ sở tại Sóc Trăng, gồm 3 huyện: Vĩnh Định, Phong Nhiêu và Phong Thạnh
Sau này, hạt Thanh tra Ba Xuyên cũng được đổi tên thành hạt Thanh tra Sóc Trăng. Về sau, hạt Thanh tra Châu Đốc cũng tách ra để thành lập thêm hạt Thanh tra Long Xuyên; hạt Thanh tra Sa Đéc tách ra hợp với một phần đất thuộc tỉnh Vĩnh Long trước đây để thành lập hạt Thanh tra Trà Ôn. Một năm sau, Tòa Bố chính từ Trà Ôn lại dời về Cái Răng.
Ngày 5 tháng 6 năm 1871, hạt Thanh tra Long Xuyên và hạt Thanh tra Châu Đốc nhận thêm phần đất đai thuộc địa bàn tổng Phong Thạnh vốn thuộc huyện Kiến Phong, tỉnh Định Tường vào thời nhà Nguyễn độc lập như sau:
-Hạt Châu Đốc: lấy phần đất 3 làng An Bình, An Long và Tân Thạnh thuộc tổng Phong Thạnh, huyện Kiến Phong. Phần đất này nằm ở phía tây bắc Đồng Tháp Mười, sau gọi là tổng An Phước thuộc hạt Châu Đốc.
-Hạt Long Xuyên: lấy địa phận các làng Tân Phú, Tân Thạnh của tổng Phong Thạnh, huyện Kiến Phong để lập tổng mới gọi là tổng Phong Thạnh Thượng thuộc hạt Long Xuyên.
Theo Nghị định ngày 5 tháng 1 năm 1876, thực dân Pháp bỏ hẳn hệ thống Nam Kỳ lục tỉnh thời nhà Nguyễn, đồng thời các hạt Thanh tra được thay bằng hạt tham biện (arrondissement), các thôn đổi thành làng. Vùng đất Nam Kỳ lúc này bị chia thành 4 khu vực hành chính (circonscription) do thực dân Pháp đặt ra, trong đó có khu vực Bassac (Hậu Giang) cai quản các hạt tham biện: Châu Đốc, Hà Tiên, Long Xuyên, Rạch Giá, Trà Ôn và Sóc Trăng. Tuy nhiên, hạt tham biện Sa Đéc lại thuộc về khu vực Vĩnh Long. Ngày 23 tháng 2 năm 1876, Thống đốc Nam Kỳ ra Nghị định mới lấy huyện Phong Phú và một phần huyện An Xuyên và Tân Thành để lập hạt Cần Thơ với thủ phủ là Cần Thơ. Hạt Cần Thơ thuộc khu vực Bassac (Hậu Giang).
Năm 1882, thiết lập hạt tham biện Bạc Liêu trên cơ sở tách 3 tổng Quảng Long, Quảng Xuyên và Long Hưng của hạt tham biện Rạch Giá hợp với 2 tổng Thạnh Hòa và Thạnh Hưng tách từ hạt tham biện Sóc Trăng chuyển sang. Lỵ sở Bạc Liêu thuộc địa bàn tổng Thạnh Hòa vốn trước đó thuộc hạt tham biện Sóc Trăng. Như vậy địa bàn tỉnh An Giang cũ gồm các hạt tham biện Sa Đéc, Châu Đốc, Long Xuyên, Cần Thơ, Sóc Trăng và Bạc Liêu nằm trong 2 khu vực Vĩnh Long và Bassac (Hậu Giang).
Ngày 12 tháng 8 năm 1888, hạt tham biện Rạch Giá bị giải thể, nhập vào hạt tham biện Long Xuyên. Ngày 27 tháng 12 năm 1892, thực dân Pháp lại tái lập hạt tham biện Rạch Giá. Năm 1888, Hà Tiên cho thuộc về hạt tham biện Châu Đốc, đến cuối năm 1892 lại phục hồi hạt tham biện Hà Tiên.
Theo Nghị định của Toàn quyền Đông Dương vào ngày 20 tháng 12 năm 1899 thì kể từ ngày 1 tháng 1 năm 1900, đổi tất cả các hạt ở Nam Kỳ thành tỉnh. Địa bàn tỉnh An Giang cũ chia ra thành 6 tỉnh giống như thời kỳ trước đây: Châu Đốc, Long Xuyên, Sa Đéc, Cần Thơ, tỉnh Sóc Trăng và Bạc Liêu. Tình hình đó kéo dài cho đến năm 1956.
Vào thời Pháp thuộc, vùng đất tỉnh An Giang ngày nay (thuộc Nhà nước Cộng hòa Xã hội Chủ nghĩa Việt Nam) là phần đất thuộc Châu Đốc và Long Xuyên. Phần đất của hai tỉnh này khi đó còn bao gồm cả một phần đất thuộc về các huyện thành Hồng Ngự, Tân Hồng, Tam Nông và Thanh Bình (của tỉnh Đồng Tháp), huyện Vĩnh Thạnh, các xã thuộc huyện Cờ Đỏ và quận Thốt Nốt (của TP. Cần Thơ) và một phần nhỏ huyện Giang Thành (thuộc tỉnh Kiên Giang) ngày nay.

### Tỉnh Châu Đốc
Năm 1903, tỉnh Châu Đốc ban đầu có 3 quận: Tân Châu, Tri Tôn và Tịnh Biên. Năm 1917, Châu Đốc thành lập thêm quận Châu Thành, đến năm 1919 thì đổi tên là quận Châu Phú. Tuy nhiên năm 1939 lại đổi về tên quận Châu Thành như cũ. Ngày 19 tháng 12 năm 1929, thực dân Pháp lập thêm quận Hồng Ngự thuộc do tách ra từ quận Tân Châu cùng tỉnh.
Tỉnh lỵ Châu Đốc đặt tại làng Châu Phú thuộc tổng Châu Phú, quận Châu Thành. Từ ngày 9 tháng 2 năm 1913 đến ngày 9 tháng 2 năm 1924, tỉnh Hà Tiên bị giải thể, trở thành một quận thuộc tỉnh Châu Đốc. Sau đó, lại tách ra trở thành tỉnh Hà Tiên độc lập như trước.

### Tỉnh Long Xuyên
Năm 1917, thực dân Pháp cho thành lập ở tỉnh Long Xuyên 3 quận trực thuộc: Châu Thành, Chợ Mới và Thốt Nốt. Năm 1953, tỉnh Long Xuyên thành lập thêm hai quận mới là Núi Sập và Lấp Vò. Quận Thoại Sơn được thành lập do tách tổng Định Phú ra khỏi quận Châu Thành; quận Lấp Vò được thành lập do tách tổng An Phú ra khỏi quận Thốt Nốt cùng tỉnh.
Tỉnh lỵ Long Xuyên thuộc khu vực hai làng Bình Đức và Mỹ Phước cùng thuộc tổng Định Phước, quận Châu Thành. Dựa theo các Sắc lệnh ngày 31 tháng 1 năm 1935 và 16 tháng 12 năm 1938, thị xã Long Xuyên trực thuộc tỉnh Long Xuyên được thành lập bao gồm phần đất nội ô tỉnh lỵ trước đó. Ngày 29 tháng 12 năm 1952, chính quyền Quốc gia Việt Nam thân Pháp quyết định công nhận đô thị tỉnh lỵ Long Xuyên trở thành thị xã hỗn hợp (commune mixte) trực thuộc tỉnh Long Xuyên.

## Giai đoạn 1945 - 1954

### Về phíaViệt Nam Dân chủ Cộng hòa
Sau Cách mạng tháng 8 năm 1945, tỉnh Châu Đốc và tỉnh Long Xuyên nằm trong danh sách 21 tỉnh ở Nam Bộ. Lúc này, Ủy ban Kháng chiến Hành chánh Nam bộ chủ trương bỏ cấp tổng, bỏ đơn vị làng, thống nhất gọi là xã, đồng thời bỏ danh xưng quận, gọi thay thế bằng huyện. Chính quyền Việt Nam Cộng hòa đến năm 1956 cũng thống nhất dùng danh xưng là xã, tuy nhiên vẫn gọi là quận cho đến năm 1975.
Ngày 12 tháng 9 năm 1947, theo chỉ thị số 50/CT của Ủy ban kháng chiến hành chính Nam Bộ (chính quyền Việt Nam Dân chủ Cộng hòa), lúc bấy giờ có sự thay đổi sắp xếp hành chính của tỉnh Châu Đốc và Long Xuyên, thành lập các tỉnh mới có tên là Long Châu Tiền và Long Châu Hậu như sau:
-Tỉnh Long Châu Tiền nằm ở phía bờ trái (tả ngạn) sông Hậu, hai bên sông Tiền, thuộc khu 8 và có 5 huyện: Tân Châu, Hồng Ngự, Chợ Mới, Châu Phú B và Lấp Vò. Ngày 14 tháng 5 năm 1949, huyện Lấp Vò được trả về tỉnh Sa Đéc. Cũng trong năm đó, huyện Tân Châu của tỉnh Long Châu Tiền chia thành 2 huyện mới là Phú Châu và Tân Châu.
-Tỉnh Long Châu Hậu nằm ở phía bờ phải (hữu ngạn) sông Hậu và có 6 huyện: Tịnh Biên, Tri Tôn, Thốt Nốt, Thoại Sơn, Châu Phú A và Châu Thành (bao gồm 2 tỉnh lỵ Long Xuyên và Châu Đốc). Năm 1949, chính quyền Cách mạng giao huyện Thốt Nốt về cho tỉnh Cần Thơ, đến năm 1954 lại trả huyện Thốt Nốt về cho tỉnh Long Xuyên quản lý trở lại như trước.
Tháng 10 năm 1950 tỉnh Long Châu Hậu hợp nhất với Hà Tiên thành tỉnh Long Châu Hà, gồm 8 huyện: Tịnh Biên, Tri Tôn, Châu Phú A, Châu Thành, Thoại Sơn, Thốt Nốt, Giang Châu (hợp nhất hai huyện Giang Thành và Châu Thành của tỉnh Hà Tiên cũ), Phú Quốc. Tháng 7 năm 1951, hợp nhất 2 huyện Tri Tôn và Tịnh Biên thành huyện Tịnh Biên; hợp nhất 2 huyện Châu Thành và Thoại Sơn thành huyện Châu Thành.
Ngày 14 tháng 5 năm 1949, chính quyền Việt Minh lại quyết định tách quận Lấp Vò ra khỏi tỉnh Long Xuyên để nhập vào tỉnh Sa Đéc.
Tháng 6 năm 1951, tỉnh Long Châu Tiền hợp nhất với tỉnh Sa Đéc thành tỉnh Long Châu Sa, gồm 7 huyện: Châu Thành của tỉnh Sa Đéc cũ), Lai Vung, Cao Lãnh, Tân Hồng, Tân Châu, Phú Châu, Chợ Mới. Trong đó, hai huyện Tân Hồng và Tân Châu vốn là hai huyện Hồng Ngự và Tân Châu của tỉnh Long Châu Tiền trước đó. Tháng 7 năm 1951, nhập huyện Lấp Vò vào tỉnh Long Châu Sa.
Tuy nhiên, tên các tỉnh Long Châu Tiền, Long Châu Hậu, Long Châu Sa và Long Châu Hà không được chính quyền Quốc gia Việt Nam của Bảo Đại và chính quyền Việt Nam Cộng hòa công nhận.
.
Năm 1954, chính quyền Việt Minh giải thể các tỉnh Long Châu Sa và Long Châu Hà, đồng thời khôi phục lại các tỉnh Châu Đốc, Long Xuyên, Sa Đéc và Hà Tiên như cũ.

### Về phíaQuốc gia Việt Nam
Ngày 19 tháng 5 năm 1947, Chính phủ lâm thời Cộng hòa Nam Kỳ tự trị thân Pháp quyết định tách đất quận Thốt Nốt để lập thêm quận Lấp Vò ban đầu cùng thuộc tỉnh Long Xuyên; quận lỵ đặt tại Lấp Vò (thuộc làng Bình Đông).
Năm 1953, chính quyền Quốc gia Việt Nam thân Pháp lại quyết định thành lập thêm tại Long Xuyên một quận mới là quận Núi Sập, với quận lỵ đặt tại Núi Sập (thuộc làng Thoại Giang) do tách tổng Định Phú ra khỏi quận Châu Thành cùng tỉnh

## Giai đoạn 1954 - 1975

### Về phíaQuốc gia Việt NamvàViệt Nam Cộng hòa

#### TỉnhHà Tiên- TỉnhRạch Giá- TỉnhKiên Giang
Ngày 9 tháng 3 năm 1956, Tổng thống Việt Nam Cộng hòa ban hành Sắc lệnh số 32-NV. Theo đó, ranh giới quận An Phước, thuộc tỉnh Rạch Giá, là ranh giới chi khu An Phước.
Ngày 22 tháng 10 năm 1956, Tổng thống Việt Nam Cộng hòa ban hành Sắc lệnh số 143-NV. Theo đó, tỉnh Kiên Giang (tỉnh lỵ Rạch Giá). Tên cũ: Rạch Giá + Hà Tiên.
Ngày 1 tháng 12 năm 1956, Bộ trưởng Nội vụ Việt Nam Cộng hòa ban hành Nghị định số 69-BNV/HC. Theo đó, sáp nhập địa phận xã Rạch Giá (thị xã cũ) vào xã Vĩnh Thành Vân, thuộc quận Châu Thành Rạch Giá, tỉnh Kiên Giang.
Ngày 3 tháng 1 năm 1957, Bộ trưởng Nội vụ Việt Nam Cộng hòa ban hành Nghị định số 7-BNV/HC/NĐ về việc ấn định các đơn vị hành chính tỉnh Kiên Giang.
Ngày 30 tháng 8 năm 1957, Bộ trưởng Nội vụ Việt Nam Cộng hòa ban hành Nghị định số 280-BNV/HC/NĐ. Theo đó, thành lập xã Vĩnh Tân và xã Tân Bằng thuộc quận Kiên An, tỉnh Kiên Giang. Xã Vĩnh Tân, gồm: ấp Vĩnh An I, Vĩnh An II, Vĩnh Lợi, Phước Hòa, Phước Hiệp. Xã Tân Bằng, gồm: các ấp 1, 2, 3, 4, 5, Cái Bát, 2 Ấp (từ rạch Tắc tới rạch Cây Khô thuộc phạm vi xã Khánh An), 4 ấp (từ rạch Cây Khô tới giáp ranh xã Vân Khánh Đông).
Ngày 30 tháng 8 năm 1957, Bộ trưởng Nội vụ Việt Nam Cộng hòa ban hành Nghị định số 281-BNV/HC/NĐ. Theo đó, tỉnh Kiên Giang (tỉnh lỵ Rạch Giá), gồm các đơn vị hành chánh kể sau:
| Đơn vị hành chánh của tỉnh Kiên Giang | Đơn vị hành chánh của tỉnh Kiên Giang                       | Đơn vị hành chánh của tỉnh Kiên Giang |
| STT                                   | Quận                                                        | Tổng, xã |
| ------------------------------------- | ----------------------------------------------------------- | --- |
| 1                                     | Kiên Thành (quận lỵ Vĩnh Thành Vân)                         | - Tổng Kiên Hảo, gồm các xã: Thổ Sơn, Sóc Sơn, Mỹ Lâm, Vĩnh Thành Vân (kể cả Hòn Tre). - Tổng Kiên Tường, gồm các xã: Bình An, An Hòa, Vĩnh Hòa Hiệp, Minh Hòa. |
| 2                                     | Kiên Tân (quận lỵ Tân Hiệp)                                 | - Các xã: Tân Hiệp, Tân Hội, Thạnh Đông, Mong Thọ, Giục Tượng. |
| 3                                     | Kiên Bình (quận lỵ Thạnh Hòa)                               | - Tổng Thạnh Tân, gồm các xã: Thạnh Hòa, Thạnh Hưng, Bàn Tân Định, Long Thạnh, Vĩnh Thạnh. - Tổng Ngọc Hưng, gồm các xã: Ngọc Chúc, Ngọc Hòa, Hòa Hưng, Hòa Thuận. - Tổng Đình Phước, gồm các xã: Định An, Định Hòa, Thủy Liễu, Hóa Quản, Thới An, Vĩnh Hòa Hưng, Vĩnh Phước. |
| 4                                     | Kiên An (quận lỵ Đông Yên)                                  | - Các xã: Đông Yên, Tây Yên, Đông Thái, Đông Thạnh, Đông Hòa, Đông Hưng, Vân Khánh Đông, Lại Sơn (tên khác Hòn Ray), Vĩnh Bình, Vĩnh Hòa, Vĩnh Thuận, Vĩnh Phong, Vĩnh Tân, Tân Bằng.                                                                                         |
| 5                                     | Hà Tiên (trước đây thuộc tỉnh Hà Tiên, quận lỵ Mỹ Đức)      | - Tổng Hà Thanh Bình, gồm các xã: Lộc Trí, Ky Lô, Mỹ Đức, Thuận Yên, Dương Hòa, An Hóa, An Bình, Bình Trị. - Tổng An Thành, gồm các xã: Tân Khánh Hòa, Vĩnh Điều, Vĩnh Phú, Trà Tiên, Phú Mỹ.                                                                                 |
| 6                                     | Phú Quốc (trước đây thuộc tỉnh Hà Tiên, quận lỵ Dương Đông) | - Các xã: Dương Đông, Hàm Ninh. |
| Tổng cộng: 6 quận, 7 tổng, 58 xã.     |                                                             | |

Ngày 27 tháng 9 năm 1957, Bộ trưởng Nội vụ Việt Nam Cộng hòa ban hành Nghị định số 299-BNV/HC/NĐ. Theo đó, xã Lộc Trì và xã Kỳ Lộ thuộc quận Hà Tiên, tỉnh Kiên Giang hợp thành một xã lấy tên là Lộc Kỳ.
Ngày 27 tháng 12 năm 1957, Bộ trưởng Nội vụ Việt Nam Cộng hòa ban hành Nghị định số 368-BNV/HC/NĐ. Theo đó, quận Kiên An tỉnh Kiên Giang, gồm thêm xã Vĩnh Tuy.
Ngày 17 tháng 1 năm 1958, Bộ trưởng Nội vụ Việt Nam Cộng hòa ban hành Nghị định số 12-BNV/NC/NĐ. Theo đó, hoàn địa phận xã Vĩnh Tân vào địa hạt xã Vĩnh Tuy, quận Kiên An, tỉnh Kiên Giang.
Ngày 13 tháng 6 năm 1958, Bộ trưởng Nội vụ Việt Nam Cộng hòa ban hành Nghị định số 314-BNV/HC/NĐ. Theo đó, phân tách quận Kiên Bình thuộc tỉnh Kiên Giang, làm 2 quận: quận Kiên Bình và quận Kiên Hưng. Danh sách các đơn vị hành chánh thuộc tỉnh Kiên Giang nay sửa đổi như sau:
| Đơn vị hành chánh của tỉnh Kiên Giang | Đơn vị hành chánh của tỉnh Kiên Giang | Đơn vị hành chánh của tỉnh Kiên Giang |
| STT                                   | Quận                                  | Tổng, xã |
| ------------------------------------- | ------------------------------------- | --- |
| 1                                     | Kiên Thành (quận lỵ Vĩnh Thành Vân)   | - Tổng Kiên Hảo, gồm các xã: Thổ Sơn, Sóc Sơn, Mỹ Lâm, Vĩnh Thành Vân (kể cả Hòn Tre). - Tổng Kiên Tường, gồm các xã: Bình An, An Hòa, Vĩnh Hòa Hiệp, Minh Hòa.                          |
| 2                                     | Kiên Tân (quận lỵ Tân Hiệp)           | - Các xã: Tân Hiệp, Tân Hội, Thạnh Đông, Mong Thọ, Giục Tượng. |
| 3                                     | Kiên Bình (quận lỵ Thạnh Hòa)         | - Tổng Thạnh Tân, gồm các xã: Thạnh Hòa, Thạnh Hưng, Bàn Tân Định. - Tổng Ngọc Hưng, gồm các xã: Ngọc Chúc, Ngọc Hòa, Hòa Hưng, Hòa Thuận.                                               |
| 4                                     | Kiên Hưng                             | - Tổng Kiên Định, gồm các xã: Định An, Định Hòa, Vĩnh Phước, Vĩnh Thạnh, Vĩnh Hòa Hưng, Thủy Liễu, Hóa Quản, Thới An, Long Thạnh.                                                        |
| 5                                     | Kiên An (quận lỵ Đông Yên)            | - Các xã: Đông Yên, Tây Yên, Đông Thái, Đông Thạnh, Đông Hòa, Đông Hưng, Vân Khánh Đông, Lại Sơn (tên khác là Hôn Ray), Vĩnh Bình, Vĩnh Hòa, Vĩnh Thuận, Vĩnh Phong, Vĩnh Tuy, Tân Bằng. |
| 6                                     | Hà Tiên (quận lỵ Mỹ Đức)              | - Tổng Hà Thanh Bình, gồm các xã: Lộc Kỳ, Mỹ Đức, Thuận Yên, Dương Hòa, An Hóa, An Bình, Bình Trị. - Tổng An Thành, gồm các xã: Tân Khánh Hòa, Vĩnh Điều, Vĩnh Phú, Trà Tiên, Phú Mỹ.    |
| 7                                     | Phú Quốc (quận lỵ Dương Đông)         | - Các xã: Dương Đông, Hàm Ninh. |
| Tổng cộng: 7 quận, 7 tổng, 57 xã.     |                                       | |

Ngày 28 tháng 7 năm 1958, Bộ trưởng Nội vụ Việt Nam Cộng hòa ban hành Nghị định số 412-BNV/HC/PG/NĐ. Theo đó, sáp nhập những xã sau đây thuộc quận Hà Tiên, tỉnh Kiên Giang: xã Lộc Kỳ vào xã Mỹ Đức, lấy tên là xã Mỹ Đức; xã Trà Tiên vào xã Phú Mỹ, lấy tên là Phú Mỹ; xã Vĩnh Phú vào xã Vĩnh Điều, lấy tên là xã Vĩnh Điều.
Ngày 3 tháng 10 năm 1958, Tổng thống Việt Nam Cộng hòa ban hành Nghị định số 555-BNV/HC/P7/NĐ. Theo đó, sáp nhập: xã Vĩnh Tuy, quận Kiên An, vào địa phận quận Kiên Hưng; hai xã Long Thạnh và Vĩnh Thạnh, quận Kiên Hưng vào địa phận quận Kiên Bình.
Ngày 27 tháng 5 năm 1960, Tổng thống Việt Nam Cộng hòa ban hành Nghị định số 665-BNV/HC/NĐ. Theo đó, thành lập xã Vĩnh An đặt thuộc quận Kiên Long, tỉnh Kiên Giang.
Ngày 12 tháng 2 năm 1960, Tổng thống Việt Nam Cộng hòa ban hành Sắc lệnh số 41-NV. Theo đó, thành lập tại tỉnh Kiên Giang một quận mới lấy tên là quận Kiên Long, quận lỵ đặt tại xã Vĩnh Thuận, ngã ba Kinh Cạnh Đền và con kinh nối liền Sông Trèm Trẹm với Rạch Ngã Ba Đình. Địa giới quận Kiên Long gồm có: các xã Vĩnh Bình, Vĩnh Hòa, Vĩnh Thuận, Vĩnh Phong nguyên thuộc quận Kiên An (Kiên Giang); xã Vĩnh Tuy nguyên thuộc quận Kiên Hưng (Kiên Giang), trừ 2 ấp Phước Hòa và Phước Hiệp (cù lao Xép Cái Tàu); một phần đất của xã Vĩnh Lộc, quận Phước Long, tỉnh Ba Xuyên.
Ngày 27 tháng 5 năm 1960, Tổng thống Việt Nam Cộng hòa ban hành Nghị định số 665-BNV/HC/NĐ. Theo đó, thành lập xã Vĩnh An đặt thuộc quận Kiên Long, tỉnh Kiên Giang.
Ngày 31 tháng 10 năm 1960, Bộ trưởng Nội vụ Việt Nam Cộng hòa ban hành Nghị định số 1435-BNV/NC8/NĐ. Theo đó, danh sách các đơn vị hành chính thuộc tỉnh Kiên Giang nay sửa đổi như sau về phần quận Kiên An. Quận Kiên An, quận lỵ Đông Yên: tổng Thanh An gồm các xã: Đông Yên, Tây Yên, Đông Thái, Đông Hòa, Lại Sơn và tổng Thanh Biên gồm các xã: Tân Bằng, Vân Khánh Đông, Đông Hưng, Đông Thạnh.
Ngày 31 tháng 5 năm 1961, Tổng thống Việt Nam Cộng hòa ban hành Sắc lệnh số 138-NV. Theo đó, chuyển ấp Mỹ Quới, nguyên thuộc xã Mỹ Lâm tỉnh Kiên Giang; ấp Sơn Hiệp nguyên thuộc xã Sóc Sơn tỉnh Kiên Giang; một phần ấp Mỹ Thạnh, nguyên thuộc xã Mỹ Lâm tỉnh Kiên Giang về quận Huệ Đức của tỉnh An Giang.
Ngày 31 tháng 5 năm 1961, Tổng thống Việt Nam Cộng hòa ban hành Nghị định số 514-NV. Theo đó, thành lập tại tỉnh Kiên Giang một quận mới lấy tên là quận Kiên Lương, quận lỵ đặt tại xã An Bình. Quận Kiên Lương gồm 5 xã: Thổ Sơn, An Bình, Bình Trị, An Hòa, Dương Hòa.
Ngày 4 tháng 9 năm 1961, Tổng thống Việt Nam Cộng hòa ban hành Nghị định số 891-NV. Theo đó, tách một phần đất của xã Thổ Sơn thuộc quận Kiên Lương, tỉnh Kiên Giang, lập thành một xã, lấy tên là xã Đức Phương. Xã Thổ Sơn nay gọi là xã Tín Đạo.
Ngày 24 tháng 12 năm 1961, Tổng thống Việt Nam Cộng hòa ban hành Sắc lệnh số 244-NV. Theo đó, chuyển các quận Kiên Hưng và Kiên Long về tỉnh Chương Thiện mới lập.
Ngày 8 tháng 4 năm 1963, Tổng thống Việt Nam Cộng hòa ban hành Nghị định số 306-NV. Theo đó, thành lập tại phần phía Nam quận Kiên An, tỉnh Kiên Giang, một quận mới, lấy tên là quận Hiếu Lễ.
| Đơn vị hành chánh của tỉnh Kiên Giang | Đơn vị hành chánh của tỉnh Kiên Giang     | Đơn vị hành chánh của tỉnh Kiên Giang                                        |
| Số thứ tự                             | Quận                                      | Tổng, xã                                                                     |
| ------------------------------------- | ----------------------------------------- | ---------------------------------------------------------------------------- |
| 1                                     | Hiếu Lễ, quận lỵ tại xã Đông Hưng         | - Tổng Thanh Biên với 4 xã: Đông Thạnh, Đông Hưng, Vân Khánh Đông, Tân Bằng. |
| 2                                     | Kiên An, quận lỵ nay đặt tại xã Đông Thái | - Tổng Thanh An với 5 xã: Đông Yên, Tây Yên, Đông Thái, Đông Hòa, Lại Sơn.   |

Ngày 18 tháng 4 năm 1963, Tổng thống Việt Nam Cộng hòa ban hành Sắc lệnh số 38-NV. Theo đó, hai xã Thới An và Hóa Quản thuộc quận Kiên Hưng, tỉnh Chương Thiện hoàn nhập về quận Kiên Bình, tỉnh Kiên Giang.
Ngày 8 tháng 9 năm 1964, Thủ tướng Chính phủ Việt Nam Cộng hòa ban hành Sắc lệnh số 246-NV. Theo đó, chuyển các xã Vĩnh Điều, Tân Khánh Hòa về quận Tịnh Biên của tỉnh Châu Đốc mới tái lập.
Ngày 20 tháng 3 năm 1965, Thủ tướng Chính phủ Việt Nam Cộng hòa ban hành Nghị định số 459-NV. Theo đó, bãi bỏ quận Hiếu Lễ (tỉnh Kiên Giang) và quy hoàn các xã của quận này về quận Kiên An. Quận lỵ quận Kiên An được dời đến Thứ Ba, xã Tây Yên.
Ngày 26 tháng 5 năm 1966, Chủ tịch Ủy ban Hành pháp Trung ương Việt Nam Cộng hòa ban hành Nghị định số 907-NĐ/NV. Theo đó, sáp nhập xã Lại Sơn thuộc quận Kiên An tỉnh Kiên Giang vào địa phận quận Kiên Thành cùng tỉnh.
Ngày 12 tháng 8 năm 1966, Đặc ủy hành chánh Việt Nam Cộng hòa ban hành Nghị định số 26-ĐUHC/NC/6. Theo đó, thành lập một xã mới lấy tên là xã An Thới đặt thuộc quận Phú Quốc, tỉnh Kiên Giang. Địa phận xã An Thới nằm trên phần đất phía nam xã Dương Đông hiện hữu, gồm có 2 ấp: Hưng Văn và Lạc Quới.
Ngày 25 tháng 11 năm 1967, Tổng trưởng Nội vụ Việt Nam Cộng hòa ban hành Nghị định số 7-BNV/NC/19. Theo đó, thành lập một xã mới lấy tên là xã An Phước đặt thuộc quận Kiên Thành, tỉnh Kiên Giang. Địa phận xã An Phước, gồm có các ấp An Lạc, An Thành, An Thới, An Ninh nguyên thuộc xã Bình An, quận Kiên Thành và ấp Vĩnh Phú nguyên thuộc xã Vĩnh Hòa Hiệp cùng quận.
Ngày 20 tháng 11 năm 1970, Thủ tướng Chính phủ Việt Nam Cộng hòa ban hành Sắc lệnh số 144-SL/NV. Theo đó, cải biến xã Vĩnh Thanh Vân và xã An Hòa thuộc quận Kiên Thành tỉnh Kiên Giang thành thị xã. Thị xã này được lấy tên là thị xã Rạch Giá.
Ngày 20 tháng 4 năm 1971, Thủ tướng Chính phủ Việt Nam Cộng hòa ban hành Nghị định số 396-NĐ/NV. Theo đó, tái lập quận Hiếu Lễ thuộc tỉnh Kiên Giang, quận lỵ đặt tại xã Đông Hưng. Địa phận quận Hiếu Lễ, gồm có các xã Đông Hưng, Đông Thanh, Vân Khánh Đông và Tân Bằng, nguyên thuộc quận Kiên An cùng tỉnh.
Ngày 17 tháng 10 năm 1972, Tổng trưởng Nội vụ Việt Nam Cộng hòa ban hành Nghị định số 677-BNV/HCĐP/26/X. Theo đó, sáp nhập ấp Tân Lợi thuộc xã Tân Bằng, quận Hiếu Lễ, tỉnh Kiên Giang vào xã Vân Khánh Đông cùng quận.
Ngày 16 tháng 11 năm 1972, Thủ tướng Chính phủ Việt Nam Cộng hòa ban hành Sắc lệnh số 163-SL/NV. Theo đó, phần đất nguyên thuộc phường Vĩnh Hiệp nằm về phía tây kinh Rạch Giá - Long Xuyên sáp nhập vào xã Mỹ Lâm, quận Kiên Thành, tỉnh Kiên Giang. Phần đất nguyên thuộc phường Vĩnh Hiệp nằm về phía đông kinh Rạch Giá - Long Xuyên sáp nhập vào xã Mông Thọ, quận Kiên Tân, tỉnh Kiên Giang. Khu phố Phó Cơ Điều được cải biến thành xã Phó Cơ Điều và đặt thuộc quận Kiên Thành, tỉnh Kiên Giang.
Ngày 2 tháng 5 năm 1973, Tổng trưởng Nội vụ Việt Nam Cộng hòa ban hành Nghị định số 215-BNV/HCĐP/26.X/NĐ. Theo đó, thành lập một xã mới lấy tên là xã Thổ Châu, đặt thuộc quận Kiên Thành, tỉnh Kiên Giang. Lãnh thổ xã Thổ Châu, gồm quần đảo Thổ Châu (hải đảo Poulo Poniang) và các hải đảo kế cận.
Ngày 16 tháng 11 năm 1973, Thủ tướng Chính phủ Việt Nam Cộng hòa ban hành Nghị định số 830-NĐ/NV. Theo đó, thiết lập một xã mới lấy tên là xã Phi Thông, thuộc quận Kiên Tân, tỉnh Kiên Giang. Lãnh thổ xã Phi Thông, gồm một phần đất của xã Mỹ Lâm, quận Kiên Thành và một phần đất của xã Mông Thọ, quận Kiên Tân.
Ngày 27 tháng 11 năm 1973, Tổng trưởng Nội vụ Việt Nam Cộng hòa ban hành Nghị định số 562-BNV/HCĐP. Theo đó, thành lập tại tỉnh Kiên Giang 3 xã mới lấy tên là: xã Tân Cảnh và xã Thạnh Lợi thuộc quận Kiên Tân, xã Lâm Yên thuộc quận Kiên An. Địa phận của: xã Tân Cảnh là phần đất của xã Tân Hiệp, quận Kiên Tân, tách ra; xã Thạnh Lợi là phần đất xã Thạnh Đông, quận Kiên Tân, tách ra; xã Lâm Yên là phần đất xã Đông Yên quận Kiên An, tách ra.

#### TỉnhLong Xuyên- TỉnhAn Giang
Ngày 17 tháng 2 năm 1956, Tổng thống Việt Nam Cộng hòa ban hành Sắc lệnh số 22-NV. Theo đó, chuyển địa phận quận Phong Thạnh Thượng và tổng An Bình (thuộc tỉnh Long Xuyên) về tỉnh Phong Thạnh mới lập.
Ngày 22 tháng 10 năm 1956, Tổng thống Việt Nam Cộng hòa ban hành Sắc lệnh số 143-NV. Theo đó, tỉnh An Giang (tỉnh lỵ Long Xuyên). Tên cũ: Long Xuyên + Châu Đốc.
Ngày 24 tháng 4 năm 1957, Bộ trưởng Nội vụ Việt Nam Cộng hòa ban hành Nghị định số 134-BNV/HC/NĐ. Theo đó, tỉnh An Giang (tỉnh lỵ Long Xuyên), gồm các đơn vị hành chánh kể sau đây:
| Đơn vị hành chánh của tỉnh An Giang | Đơn vị hành chánh của tỉnh An Giang                             | Đơn vị hành chánh của tỉnh An Giang |
| STT                                 | Quận                                                            | Tổng, xã |
| ----------------------------------- | --------------------------------------------------------------- | --- |
| 1                                   | Châu Thành (trước thuộc Long Xuyên, quận lỵ Phước Đức)          | - Tổng Định Phước, gồm các xã: Mỹ Phước, Mỹ Thới, Phú Hòa, Vĩnh Chánh, Vĩnh Trinh. - Tổng Định Thành, gồm các xã: Phước Đức, Bình Đức, Bình Hòa, Bình Thủy, Cần Đăng, Vĩnh Hanh, Hòa Bình Thạnh, Mỹ Hòa Hưng. |
| 2                                   | Thốt Nốt (trước thuộc Long Xuyên, quận lỵ Thạnh Hòa Trung Nhứt) | - Tổng Định Mỹ, gồm các xã: Thạnh Hòa Trung Nhứt, Thạnh Hòa Trung An, Tân Lộc Đông, Tân Lộc Tây, Thới Thuận, Thạnh Phú, Thạnh Quới, Thuận Hưng. |
| 3                                   | Chợ Mới (trước thuộc Long Xuyên, quận lỵ Long Điền)             | - Tổng An Bình, gồm các xã: Bình Phước Xuân, Mỹ Hiệp, Tân Mỹ (trước thuộc Phong Thạnh), Mỹ Luông (trước thuộc Long Xuyên), Hội An (trước thuộc Sa Đéc). - Tổng Định Hòa, gồm các xã: An Thạnh Trung, Kiến An, Long Điền, Long Kiến, Mỹ Hội Đông, Nhơn Mỹ, Hòa Bình. |
| 4                                   | Núi Sập (trước thuộc Long Xuyên, quận lỵ Thoại Sơn)             | - Tổng Định Phú, gồm các xã: Định Mỹ, Vĩnh Trạch, Thoại Sơn, Vọng Thê, Vĩnh Phú, Phú Nhuận. |
| 5                                   | Châu Phú (trước thuộc Châu Đốc, quận lỵ Châu Phú)               | - Tổng Châu Phú, gồm các xã: Châu Phú, Châu Giang, Đa Phước, Mỹ Đức, Vĩnh Hậu, Vĩnh Nguơn, Vĩnh Phong, Vĩnh Tế, Vĩnh Trường. - Tổng An Lương, gồm các xã: Bình Long, Bình Mỹ, Bình Thạnh Đông, Hiệp Xương, Hòa Lạc, Hưng Nhơn, Khánh Hòa, Thạnh Mỹ Tây, Vĩnh Thạnh Trung. - Tổng An Phú, gồm các xã: Nhơn Hội, Phú Hữu, Khánh An, Khánh Bình, Phước Hưng, Phú Hội, Phum Soài, Vĩnh Hội Đông, Vĩnh Lộc. |
| 6                                   | Tân Châu (trước thuộc Châu Đốc, quận lỵ Long Phú)               | - Tổng An Thành, gồm các xã: Long Phú, Long Sơn, Phú Vĩnh, Tân An. - Tổng An Lạc, gồm các xã: Hòa Hảo, Phú An, Phú Lâm. |
| 7                                   | Tịnh Biên (trước thuộc Châu Đốc, quận lỵ An Phú)                | - Tổng Quí Đức, gồm các xã: An Phú, An Nông, Nhơn Hưng, Thới Sơn, Xuân Tô. - Tổng Thành Tín, gồm các xã: Vĩnh Gia, Lạc Quới, Ba Chúc. |
| 8                                   | Tri Tôn (trước thuộc Châu Đốc, quận lỵ Tri Tôn)                 | - Tổng Thành Lễ, gồm các xã: Tri Tôn, An Tức, Nam Qui, Cô Tô, Ô Lâm. - Tổng Thành Ý, gồm các xã: Tà Đảnh, Thuyết Nạp, Trác Quan, Tú Tề, Văn Giáo, Vĩnh Trung, Yên Cư. - Tổng Thành Ngãi, gồm các xã: Châu Lăng, Lê Trì, Lương Phi. |
| Cộng: 8 quận, 16 tổng, 96 xã.       |                                                                 | |

Ngày 6 tháng 8 năm 1957, Bộ trưởng Nội vụ Việt Nam Cộng hòa ban hành Nghị định số 252-BNV/HC/NĐ. Theo đó, thành lập trong địa hạt tỉnh An Giang một quận mới, lấy tên là quận An Phú. Địa hạt quận nầy, gồm các xã sau đây: Khánh Bình, Khánh An, Nhơn Hội, Phú Hội, Vĩnh Hội Đông, Phước Hưng, Vĩnh Lộc, Phum Soài, Phú Hữu (trước thuộc tổng An Phú, quận Châu Phú), Vĩnh Hậu, Vĩnh Phong, Đa Phước, Vĩnh Trường (trước thuộc tổng Châu Phú, quận Châu Phú). Quận lỵ đặt tại xã Phước Hưng.
Ngày 9 tháng 1 năm 1958, Bộ trưởng Nội vụ Việt Nam Cộng hòa ban hành Nghị định số 4-BNV/NC/NĐ. Theo đó, lập xã Vĩnh Xương, thuộc quận Tân Châu, tỉnh An Giang. Địa phận xã Vĩnh Xương, gồm những phần đất tách ra trong xã Tân An.
Ngày 4 tháng 3 năm 1958, Bộ trưởng Nội vụ Việt Nam Cộng hòa ban hành Nghị định số 51-BNV/NC/NĐ. Theo đó, tách ra một phần đất của xã Thạnh Quới để lập thành xã Thạnh An, thuộc quận Thốt Nốt, tỉnh An Giang.
Ngày 26 tháng 7 năm 1958, Bộ trưởng Nội vụ Việt Nam Cộng hòa ban hành Nghị định số 406-BNV/HC/NĐ. Theo đó, sáp nhập ấp Long Bình thuộc xã Long Kiến vào xã An Thạnh Trung, thuộc quận Chợ Mới, tỉnh An Giang.
Ngày 14 tháng 1 năm 1959, Bộ trưởng Nội vụ Việt Nam Cộng hòa ban hành Nghị định số 67-BNV/NC/8/NĐ. Theo đó, bãi bỏ xã Phước Đức, thuộc quận Châu Thành, tỉnh An Giang. Địa phận xã Phước Đức được sáp nhập vào xã Mỹ Phước và xã Bình Đức cùng quận lấy rạch Long Xuyên làm đích phân chia.
Ngày 7 tháng 3 năm 1959, Tổng thống Việt Nam Cộng hòa ban hành Nghị định số 82-NV. Theo đó, giao hoàn về xã Long Kiến thuộc quận Chợ Mới tỉnh An Giang, phần đất nằm giữa rạch Ông Chưởng và rạch Chưng Đùng của xã An Thạnh Trung cùng thuộc quận Chợ Mới.
Ngày 1 tháng 8 năm 1960, Tổng thống Việt Nam Cộng hòa ban hành Nghị định số 929-BNV/NC8/NĐ. Theo đó, xã Thuyết Nạp và xã Yên Cư thuộc tổng Thành Ý, quận Tri Tôn, tỉnh An Giang, nay được sáp nhập lại thành một xã mới, lấy tên là xã An Cư.
Ngày 9 tháng 9 năm 1960, Tổng thống Việt Nam Cộng hòa ban hành Nghị định số 1228-BNV/NC8/NĐ. Theo đó, xã Phụm Soài, xã Vĩnh Phong và một phần đất xã Vĩnh Hậu (phía nam Kinh Xáng) thuộc quận An Phú, tỉnh An Giang, nay sáp nhập lại thành một xã mới, lấy tên xã Châu Phong đặt thuộc tổng Châu Phú, quận Châu Phú cùng tỉnh.
Ngày 20 tháng 9 năm 1960, Tổng thống Việt Nam Cộng hòa ban hành Nghị định số 1258-BNV/NC8/NĐ. Theo đó, xã Nam Quy, thuộc tổng Thành Lễ, quận Tri Tôn, tỉnh An Giang và xã Châu Làng thuộc tổng Thành Ngãi cùng quận, nay được sáp nhập lại thành một xã mới, lấy tên là xã An Lạc đặt thuộc tổng Thành Ngãi cùng quận. Xã Tà Đãnh và xã Trác Quan thuộc tổng Thành Ý, quận Tri Tôn, tỉnh An Giang, nay được sáp nhập lại thành một xã mới, lấy tên xã An Hảo.
Ngày 31 tháng 5 năm 1961, Tổng thống Việt Nam Cộng hòa ban hành Sắc lệnh số 138-NV. Theo đó, quận Núi Sập, tỉnh An Giang, nay đổi là quận Huệ Đức. Quận lỵ quận Huệ Đức đặt tại Ba Thê xã Vọng Thê. Địa phận quận Huệ Đức gồm có: phần đất quận Núi Sập cũ, trừ xã Vĩnh Trạch được sáp nhập vào quận Châu Thành An Giang; ấp Mỹ Quới, nguyên thuộc xã Mỹ Lâm tỉnh Kiên Giang; ấp Sơn Hiệp nguyên thuộc xã Sóc Sơn tỉnh Kiên Giang; một phần ấp Mỹ Thạnh, nguyên thuộc xã Mỹ Lâm tỉnh Kiên Giang; một phần đất ấp Triêk, nguyên thuộc xã Cô Tô, tỉnh An Giang.
Ngày 2 tháng 7 năm 1962, Tổng thống Việt Nam Cộng hòa ban hành Sắc lệnh số 149-NV. Theo đó, chuyển xã Thạnh Phú (trước thuộc quận Thốt Nốt tỉnh An Giang nay sáp nhập vào quận Khắc Trung mới lập tỉnh Phong Dinh.
Ngày 25 tháng 6 năm 1964, Tổng trưởng Nội vụ Việt Nam Cộng hòa ban hành 780-BNV/NC. Theo đó, sáp nhập xã Vĩnh Trinh nguyên thuộc tổng Định Phước quận Châu Thành An Giang vào tổng Định Mỹ quận Thốt Nốt cùng tỉnh.
Ngày 8 tháng 9 năm 1964, Thủ tướng Chính phủ Việt Nam Cộng hòa ban hành Sắc lệnh số 246-NV. Theo đó, tái lập tỉnh Châu Đốc, tỉnh lỵ đặt tại Châu Đốc. Địa phận tỉnh Châu Đốc, gồm có các quận Châu Phú, An Phú, Tịnh Biên (kể cả các xã Vĩnh Điều, Tân Khánh Hòa của tỉnh Kiên Giang), Tri Tôn, Tân Châu của tỉnh An Giang.
Ngày 5 tháng 2 năm 1965, Thủ tướng Chính phủ Việt Nam Cộng hòa ban hành Nghị định số 215-NV. Theo đó, quy hoàn 2 ấp Tân An và Tân Lợi thuộc xã Thới Long, quận Phong Phú, tỉnh Phong Dinh, về xã Thuận Hưng, quận Thốt Nốt, tỉnh An Giang.
Ngày 11 tháng 5 năm 1965, Thủ tướng Chính phủ Việt Nam Cộng hòa ban hành Nghị định số 726-NV. Theo đó, dời quận lỵ quận Huệ Đức từ Ba Thê (xã Vọng Thê) về Núi Sập (xã Thoại Sơn).

#### TỉnhChâu Đốc
Ngày 17 tháng 2 năm 1956, Tổng thống Việt Nam Cộng hòa ban hành Sắc lệnh số 22-NV. Theo đó, chuyển địa phận quận Hồng Ngự, cù lao Long Khánh, cù lao Cái Vung và cù lao Tây (thuộc tỉnh Châu Đốc) về tỉnh Phong Thạnh mới lập.
Ngày 22 tháng 10 năm 1956, Tổng thống Việt Nam Cộng hòa ban hành Sắc lệnh số 143-NV. Theo đó, tỉnh An Giang (tỉnh lỵ Long Xuyên). Tên cũ: Long Xuyên + Châu Đốc.
Ngày 8 tháng 9 năm 1964, Thủ tướng Chính phủ Việt Nam Cộng hòa ban hành Sắc lệnh số 246-NV. Theo đó, tái lập tỉnh Châu Đốc, tỉnh lỵ đặt tại Châu Đốc. Địa phận tỉnh Châu Đốc, gồm có:
| Đơn vị hành chánh của tỉnh Châu Đốc | Đơn vị hành chánh của tỉnh Châu Đốc | Đơn vị hành chánh của tỉnh Châu Đốc |
| STT                                 | Quận                                | Tổng, xã |
| ----------------------------------- | ----------------------------------- | --- |
| 1                                   | Châu Phú                            | 2 tổng: - Tổng Châu Phú, gồm 6 xã: Châu Phú, Châu Phong, Vĩnh Nguơn, Châu Giang, Mỹ Đức, Vĩnh Tế. - Tổng An Lương, gồm 9 xã: Bình Long, Bình Mỹ, Bình Thạnh Đông, Hiệp Xương, Hòa Lạc, Hưng Nhơn, Khánh Hòa, Thạnh Mỹ Tây, Vĩnh Thạnh Trung. |
| 2                                   | An Phú                              | 1 tổng: - Tổng An Phú, gồm 11 xã: Phước Hưng, Khánh An, Khánh Bình, Nhơn Hội, Phú Hội, Phú Hữu, Vĩnh Hội Đông, Vĩnh Lộc, Đa Phước, Vĩnh Hậu, Vĩnh Trường.                                                                                    |
| 3                                   | Tịnh Biên                           | 2 tổng: - Tổng Quy Đức, gồm 5 xã: An Phú, An Nông, Nhơn Hưng, Thái Sơn, Xuân Tô. - Tổng Thành Tín, gồm 5 xã: Ba Chúc, Lạc Quới, Vĩnh Gia, Vĩnh Điều, Tân Khánh Hòa (hai xã này trước thuộc Kiên Giang).                                      |
| 4                                   | Tri Tôn                             | 3 tổng: - Tổng Thành Lễ, gồm 4 xã: Tri Tôn, An Tức, Cô Tô, Ô Lâm. - Tổng Thành Ý, gồm 5 xã: An Hảo, Tú Tề, Văn Giáo, Vĩnh Trung, An Cư. - Tổng Thành Ngãi, gồm 3 xã: An Lạc, Lê Trì, Lương Phi.                                              |
| 5                                   | Tân Châu                            | Tân Châu với 2 tổng: - Tổng An Thành, gồm 5 xã: Long Phú, Long Sơn, Phú Vinh, Tân An, Vĩnh Xương. - Tổng An Lạc, gồm 3 xã: Hòa Hảo, Phú An, Phú Lâm.                                                                                         |

Ngày 3 tháng 1 năm 1966, Ủy viên Nội vụ Việt Nam Cộng hòa ban hành Nghị định số 8-BN/NC/13. Theo đó, hành lập một xã mới lấy tên là xã Vĩnh Hòa đặt thuộc tổng An Thành, quận Tân Châu, tỉnh Châu Đốc. Địa phận xã Vĩnh Hòa, gồm có cù lao Cỏ Găng, Cồn Nhỏ và Cồn Tàu, nguyên là ấp Tân Phước, thuộc xã Tân An cùng tổng và quận.
Ngày 22 tháng 4 năm 1972, Thủ tướng Chính phủ Việt Nam Cộng hòa ban hành Nghị định số 414-NĐ/NV. Theo đó, dời văn phòng quận Châu Phú tỉnh Châu Đốc từ tỉnh lỵ đến xã Mỹ Đức.

#### Thị xãRạch Giá
Ngày 20 tháng 11 năm 1970, Thủ tướng Chính phủ Việt Nam Cộng hòa ban hành Sắc lệnh số 144-SL/NV. Theo đó, cải biến xã Vĩnh Thanh Vân và xã An Hòa thuộc quận Kiên Thành tỉnh Kiên Giang thành thị xã. Thị xã này được lấy tên là thị xã Rạch Giá.
Ngày 7 tháng 6 năm 1971, Tổng trưởng Nội vụ Việt Nam Cộng hòa ban hành Nghị định số 480-BNV/HCĐP/26/ĐT/NĐ. Theo đó, địa phận thị xã Rạch Giá được chia ra thành 6 khu phố sau đây:
| Đơn vị hành chánh của thị xã Rạch Giá | Đơn vị hành chánh của thị xã Rạch Giá                                                      |
| STT                                   | Khu phố                                                                                    |
| ------------------------------------- | ------------------------------------------------------------------------------------------ |
| 1                                     | Khu phố Vĩnh Thanh Vân (gồm một phần xã Vĩnh Thanh Vân cũ)                                 |
| 2                                     | Khu phố Vĩnh Thanh (gồm một phần xã Vĩnh Thanh Vân cũ)                                     |
| 3                                     | Khu phố Vĩnh Lạc (gồm một phần xã Vĩnh Thanh Vân cũ)                                       |
| 4                                     | Khu phố Vĩnh Hiệp (gồm các ấp Vĩnh Thông, Vĩnh Hiệp, Vĩnh Viễn thuộc xã Vĩnh Thanh Vân cũ) |
| 5                                     | Khu phố An Hòa (gồm các ấp Hòa Hưng, Hòa Bình, Hòa Lợi và Hòa An thuộc xã An Hòa cũ)       |
| 6                                     | Khu phố Phó Cơ Điều (gồm các ấp Hòa Đức, Hòa Phước và Hòa Thuận thuộc xã An Hòa cũ)        |

Ngày 22 tháng 8 năm 1972, Tổng trưởng Nội vụ Việt Nam Cộng hòa ban hành Nghị định số 553-BNV/HCĐP/NĐ. Theo đó, cải danh khu phố tại các thị xã thành phường.
Ngày 16 tháng 11 năm 1972, Thủ tướng Chính phủ Việt Nam Cộng hòa ban hành Sắc lệnh số 163-SL/NV. Theo đó, phần đất nguyên thuộc phường Vĩnh Hiệp nằm về phía tây kinh Rạch Giá - Long Xuyên sáp nhập vào xã Mỹ Lâm, quận Kiên Thành, tỉnh Kiên Giang. Phần đất nguyên thuộc phường Vĩnh Hiệp nằm về phía đông kinh Rạch Giá - Long Xuyên sáp nhập vào xã Mông Thọ, quận Kiên Tân, tỉnh Kiên Giang. Khu phố Phó Cơ Điều được cải biến thành xã Phó Cơ Điều và đặt thuộc quận Kiên Thành, tỉnh Kiên Giang.

## Giai đoạn 1975 - 2025

### TỉnhAn Giang
Sau ngày 30 tháng 4 năm 1975, hai tỉnh Long Xuyên và Châu Đốc hợp nhất thành tỉnh An Giang. Khi hợp nhất, tỉnh An Giang có 10 đơn vị hành chính gồm 2 thị xã: Long Xuyên, Châu Đốc và 8 huyện: Châu Phú, Châu Thành, Chợ Mới, Huệ Đức, Phú Châu, Phú Tân, Tịnh Biên, Tri Tôn. Tỉnh lị đặt tại thị xã Long Xuyên.
1977
- Quyết định 56-CP[66] ngày 11 tháng 3 năm 1977 của Hội đồng Chính phủ về việc hợp nhất một số huyện thuộc tỉnh An Giang:

1. Hợp nhất huyện Huệ Đức và huyện Châu Thành thành một huyện lấy tên là huyện Châu Thành.
2. Hợp nhất huyện Tri Tôn và huyện Tịnh Biên thành một huyện lấy tên là huyện Bảy Núi.

1979
- Quyết định 181-CP[67] ngày 25 tháng 4 năm 1979 của Hội đồng Chính phủ điều chỉnh địa giới và đổi tên một số xã và thị trấn thuộc tỉnh An Giang:
- Huyện Bảy Núi:

1. Tách các ấp Hòa An, Bình An của xã Tà Đảnh, một phần đất của xã Tú Tề lập thành một xã mới lấy tên là xã Tân Lập.
2. Tách ấp Huệ Đức của xã Cô Tô lập thành một xã mới lấy tên là xã Tân Tuyến.
3. Tách các ấp Voi 1, Voi 2 của xã Tú Tề lập thành một thị trấn lấy tên là thị trấn Chi Lăng.
4. Tách các ấp Cây Me, Xoài Tòng A, Xoài Tông B, Cơray Ven và một phần các ấp kinh Ô Bà Lẫy của xã Tri Tôn lập thành một thị trấn lấy tên là thị trấn Bảy Núi.
5. Xã Tri Tôn đổi tên thành xã Núi Tô.
6. Xã Ô Lâm đổi tên thành xã An Phước
7. Xã An Tức đổi tên thành xã An Ninh
8. Xã Châu Lăng đổi tên thành xã An Lạc.
9. Xã Lê Trì đổi tên thành xã An Lập
10. Xã Tà Đảnh đổi tên thành xã Tân Cương
11. Xã Lương Phi đổi tên thành xã An Thành
12. Xã Trác Quan đổi tên thành xã An Hảo
13. Xã Văn Giáo đổi tên thành xã Thới Thuận
14. Xã Tú Tề đổi tên thành xã Tân Lợi

- Huyện Châu Phú

1. Tách các ấp Bình Nghĩa, Bình Hòa 1 của xã Bình Long, ấp Vĩnh Tiền, ấp Vĩnh Quới của xã Vĩnh Thạnh Trung lập thành một thị trấn lấy tên là thị trấn Cái Dầu.
2. Tách các ấp Mỹ Thiện 1, Mỹ Thiện 2 của xã Mỹ Đức và ấp Vĩnh Hòa của xã Vĩnh Thạnh Trung lập thành một xã lấy tên là xã Mỹ Phú.
3. Tách gần trọn ấp Vĩnh Bình của xã Vĩnh Thạnh Trung và một phần nhỏ ấp Mỹ Hòa của xã Mỹ Đức lập thành một xã lấy tên là xã Ô Long Vĩ.
4. Tách các ấp Bình Chánh, Bình An của xã Bình Long và một nửa ấp Bình Chơn của xã Bình Mỹ lập thành một xã lấy tên là xã Bình Phú.
5. Tách ấp Bình Chánh và nửa ấp Bình Chơn của xã Bình Mỹ lập thành một xã lấy tên là xã Bình Chánh.
6. Sáp nhập ấp Mỹ Thuận 2 của xã Mỹ Đức vào xã Vĩnh Thạnh Trung
7. Sáp nhập một phần ấp Vĩnh Bình của xã Vĩnh Trung vào xã Mỹ Đức.
8. Sáp nhập ấp Bình An, ấp Thạnh Lợi của xã Thạnh Mỹ Tây vào xã Vĩnh Thạnh Trung.
9. Sáp nhập một phần ấp Bình An của xã Bình Long vào xã Thạnh Mỹ Tây.
10. Sáp nhập một phần ấp Bình Chánh của xã Bình Mỹ vào xã Bình Long.

- Huyện Chợ Mới:

1. Tách các ấp Phú Hạ 1, Phú Hạ 2, Kiến Quới 1, Kiến Quới 2, Kiến Thuận 1, Kiến Thuận 2 và Kiến Hưng 2 của xã Kiến An lập thành một xã lấy tên là xã Kiến Thành.
2. Tách các ấp Long Phú 1, Long Phú 2, Long Quới 1, Long Quới 2 của xã Long Điền lập thành một xã lấy tên là Long Điền B.
3. Tách các ấp Bình Phú, Bình Quới, Bình Thạnh 1, Bình Thạnh 2, 2/3 ấp An Mỹ và 1/3 ấp An Thạnh của xã Hòa Bình lập thành một xã lấy tên là xã Hòa An.

- Huyện Phú Tân:

1. Tách ấp Phú Mỹ Thượng của xã Phú Lâm, ấp Hòa Bình và ấp Hòa An của xã Hòa Lạc lập thành một xã lấy tên là xã Phú Thành.
2. Tách ấp Phú Thạnh của xã Phú Lâm lập thành một xã lấy tên là xã Phú Thạnh.
3. Tách ấp Phú Hữu của xã Phú Lâm và ấp Phú Xương của xã Phú An lập thành một thị trấn lấy tên là thị trấn Chợ Vàm.
4. Tách ấp Phú Mỹ Hạ, một phần ấp Phú Mỹ Thượng của xã Phú An lập thành một xã lấy tên là xã Phú Thọ.
5. Tách các ấp Bình Phú 1, Bình Phú 2 và ấp Bình Tây 1 của xã Bình Thạnh Đông lập thành một xã mới lấy tên là xã Phú Bình.

- Huyện Châu Thành:

1. Tách ấp Hòa Long, ấp Hòa Phú của xã Hòa Bình Thạnh, một phần ấp Bình Phú của xã Bình Hòa, một phần đất ấp Bình Thạnh (Xép Bà Lý trở lên phía bắc) của phường Bình Đức, thị xã Long Xuyên, lập thành một thị trấn lấy tên là thị trấn An Châu.
2. Tách ấp Bình An của xã Bình Thủy, ấp An Hòa của xã Bình Hòa lập thành một xã lấy tên là xã An Hòa.
3. Tách ấp Hòa Lợi của xã Hòa Bình Thạnh, một phần ấp Đông Phú 2 của xã Vĩnh Nhuận lập thành một xã lấy tên là xã Vĩnh Lợi.
4. Tách các ấp Đông Bình 1, Đông Bình Trạch, Trung Bình 2, Tây Bình, nửa ấp Đông Bình 2 của xã Vĩnh Trạch và ấp Đông Phú 1 của xã Vĩnh Nhuận lập thành một số xã lấy tên là xã Vĩnh Thành.
5. Tách 1/2 ấp Vĩnh Bình và 1/3 ấp Vĩnh Thuận của xã Vĩnh Hanh lập thành một xã lấy tên là xã Vĩnh Bình.
6. Tách 1/2 ấp Vĩnh Bình của xã Vĩnh Hanh lập thành một xã lấy tên là xã Vĩnh An.
7. Tách ấp Tân Phú của xã Vọng Thê lập thành một xã lấy tên là xã Tân Phú.
8. Tách ấp Tây Phú, ấp Hai Trân của xã Vọng Thê lập thành một xã lấy tên là xã Tây Phú.
9. Tách ấp Vọng Đông và ấp Hạc Phong của xã Vọng Thê lập thành một xã lấy tên là xã Vọng Đông.
10. Tách ấp Trung Phú 1 và ấp Trung Phú 2 của xã Vĩnh Nhuận lập thành một xã lấy tên là xã Vĩnh Phú.
11. Tách ấp Mỹ Thành, 1/4 ấp Mỹ Thới và ấp Phú Hữu của xã Định Mỹ lập thành một xã lấy tên là xã Định Thành.
12. Tách 2/3 ấp Tây Khánh của xã Vĩnh Chánh lập thành một xã lấy tên là xã Vĩnh Khánh.
13. Sáp nhập ấp Vĩnh Hòa A, ấp Vĩnh Hòa B và 1/3 ấp Vĩnh Thuận (theo lòng kinh Sáu về nối với mương Trâu Hương Quan Giảng) của xã Vĩnh Hanh vào xã Cần Đăng.
14. Sáp nhập một phần các ấp Đông An, Tây Bình A, Tây Bình B của xã Vĩnh Chánh (theo lòng rạch Mạc Cần Vện) vào xã Vĩnh Trạch.
15. Sáp nhập một phần các ấp Tây Bình và Bắc Thạnh của xã Thoại Giang vào thị trấn Núi Sập (theo lòng kinh Long Xuyên đi Rạch Giá và bờ đê đất ở khoảng giữa kinh E và kinh D).
16. Đổi tên xã Thoại Sơn thành xã Thoại Giang
17. Đổi tên thị trấn Đông Sơn thành thị trấn Núi Sập.

- Huyện Phú Châu:

1. Sáp nhập ấp Long Châu của xã Long Phú, một phần ấp Phú An B, ấp Phú Hưng và ấp Phú Hữu của xã Phú Vĩnh vào xã Tân An.
2. Sáp nhập ấp Tân Thạnh của xã Tân An vào xã Vĩnh Hòa.
3. Chia xã Tân An thành hai xã lấy tên là xã Long An và xã Tân An.
4. Sáp nhập Cù Lao Cở Túc (tức ấp Vĩnh Thạnh) của xã Vĩnh Trường vào xã Vĩnh hậu.
5. Sáp nhập ấp Long Hưng của xã Long Phú vào thị trấn Tân Châu
6. Thành lập ở vùng kinh tế mới Kinh Năm một xã mới lấy tên là xã Phú Lộc

- Thị xã Châu Đốc:

1. Chuyển xã Châu Phú A thành phường Châu Phú A.
2. Chuyển xã Châu Phú B thành phường Châu Phú B.
3. Sáp nhập 1/2 ấp Châu Thới 1 và 1/2 ấp Châu Thới 2 của phường Châu Phú A vào phường Châu Phú B (theo đường rãnh lòng kinh Vĩnh tế, qua lòng kinh cầu số 4 đến giữa lộ núi Sam – Châu Đốc).
4. Tách ấp Mỹ Chánh 1, 1/2 ấp Mỹ Hòa (theo kinh đào thẳng ra sông Hậu Giang) của xã Mỹ Đức, huyện Châu Phú, ấp Châu Long 1, ấp Châu Long 6 của phường Châu Phú B lập thành một xã lấy tên là xã Vĩnh Mỹ.

1979
- Quyết định 300-CP[68] ngày 23 tháng 8 năm 1979 của Hội đồng Bộ trưởng về việc điều chỉnh địa giới một số huyện và thị xã thuộc tỉnh An Giang:

1. Chia huyện Bảy Núi thành hai huyện lấy tên là huyện Tri Tôn và huyện Tịnh Biên.
  1. Huyện Tri Tôn gồm có các xã Núi Tô, Tân Cương, Tân Tuyến, Cô Tô, An Phước, An Ninh, An Lạc, An Thành, Ba Chúc, Lạc Quới, Vĩnh Gia, An Lập và thị trấn Tri Tôn (trước là thị trấn Bảy Núi).
  2. Huyện Tịnh Biên gồm có các xã Nhơn Hưng, Thới Sơn, Thới Thuận, Vĩnh Trung, An Phú, An Cư, An Nông, Xuân Tô, Tân Lợi, An Hảo, Tân Lập và thị trấn Chi Lăng.
  3. Ranh giới giữa hai huyện Tri Tôn và Tịnh Biên quy định như sau: Bắt đầu từ cột mốc số 115 (biên giới với Cam-pu-chia) thẳng hướng đông nam đến trụ đá số 1 trên lộ Lê Trì - Tịnh Biên (cách ngã ba Sóc Tức 150 mét) rồi quẹo xuống phía nam song song với lộ Tịnh Biên – Tri Tôn theo đường mòn về phía đông ven chân núi Nam Quy vòng lên phía bắc đi thẳng đến ngã tư Kinh Tri Tôn - Mạc Cần Dưng (cầu sắt số 13) theo giữa lòng kinh đến giáp ranh huyện Châu Thành (cầu sắt số 10).
2. Chia huyện Châu Thành thành hai huyện lấy tên là huyện Châu Thành và huyện Thoại Sơn
  1. Huyện Châu Thành gồm có các xã Vĩnh An, Vĩnh Bình, Vĩnh Hạnh, Cần Đăng, An Hòa, Bình Hòa, Vĩnh Thành, Vĩnh Lợi, Vĩnh Nhuận, Tân Phú, Hòa Bình Thạnh và thị trấn An Châu.
  2. Huyện Thoại Sơn gồm có các xã Phú Hòa, Vĩnh Trạch, Vĩnh Chánh, Vĩnh Khánh, Định Thành, Định Mỹ, Vĩnh Phú, Tây Phú, Vọng Đông, Vọng Thê, Thoại Giang và thị trấn Núi Sập.
  3. Ranh giới giữa hai huyện Châu Thành và Thoại Sơn quy định như sau: Bắt đầu từ giữa lòng kinh Tư Kề (phần giáp ranh với huyện Tri Tôn) nối liền với Kinh Làng, kinh Ba Dầu đến ngã năm Ba Bần theo giữa lòng kinh Long Xuyên đi Rạch giá đến giáp ranh thị xã Long Xuyên.
3. Sáp nhập xã Bình Thủy của huyện Châu Thành vào huyện Châu Phú.
4. Sáp nhập xã Mỹ Hòa Hưng của huyện Châu Thành vào thị xã Long Xuyên.
5. Sáp nhập xã Vĩnh Tế của huyện Châu Phú vào thị xã Châu Đốc.

1980
- Quyết định 125-CP[69] ngày 23 tháng 4 năm 1980 của Hội đồng Chính phủ về việc đổi tên một số xã thuộc huyện Phú Tân, tỉnh An Giang:

1. Xã Hoà Hảo đổi tên thành xã Tân Hoà;
2. Xã Châu Giang đổi tên thành xã Phú Hiệp;
3. Xã Hưng Nhơn đổi tên thành xã Phú Hưng;
4. Thị trấn Mỹ Lương chuyển thành xã Phú Mỹ.

1984
- Quyết định 8-HĐBT[70] ngày 12 tháng 1 năm 1984 của Hội đồng Bộ trưởng về việc phân vạch địa giới phường, thị trấn và một số xã của thị xã Long Xuyên và của các huyện Châu Phú, Chợ Mới, Phú Châu, Phú Tân thuộc tỉnh An Giang như sau:
- Thị xã Long Xuyên

1. Thành lập phường Mỹ Xuyên trên cơ sở tách khóm 4, khóm 7 của phường Mỹ Long và một phần ấp Tây Khánh A của xã Mỹ Hoà.
2. Thành lập xã Mỹ Khánh trên cơ sở tách ấp Bình Hoà của xã Mỹ Hoà và một phần khóm Bình Khánh của phường Bình Đức.
3. Thành lập xã Mỹ Thạnh trên cơ sở tách các ấp Thới Thạnh, Thới An, Đông Thạnh và 1/2 ấp Long Hưng của xã Mỹ Thới.

- Huyện Châu Phú.

1. Thành lập xã Đào Hữu Cảnh trên cơ sở tách các ấp Hưng Thới, Hưng Thuận, Hưng Trung và ấp Long Châu 4 của xã Thạnh Mỹ Tây.
2. Sáp nhập một phần ấp Vĩnh Bình của xã Vĩnh Thạnh trung vào xã Thạnh Mỹ Tây cùng huyện.

- Huyện Chợ Mới.

1. Thành lập xã Long Giang trên cơ sở tách các ấp Long Thuận, Long Phú, Long Mỹ 1, Long Mỹ 2, Long Thạnh 1, Long Thạnh 2 của xã Long Kiến.
2. Sáp nhập ấp Long Qưới 1 và ấp Long Qưới 2 của xã Long Kiến vào xã Long Điền b cùng huyện.
3. Sáp nhập một phần ấp Long Bình của xã Long Kiến vào xã An Thạnh Trung cùng huyện.
4. Sáp nhập ấp An Ninh của xã An Thạnh Trung vào xã Long Kiến cùng huyện.

- Huyện Phú Châu.

1. Thành lập xã Lê Chánh trên cơ sở tách ấp Vĩnh Thạnh của xã Châu Phong và ấp Phú Hữu của xã Phú Vĩnh.
2. Thành lập xã Quốc Thái trên cơ sở tách ấp 4 của xã Nhơn Hội, ấp 1 của xã Phước Hưng và các cồn Bắc, cồn Nam, cồn Liệt sĩ của xã Phú Hữu.
3. Thành lập thị trấn An Phú trên cơ sở tách ấp Phước Thạnh của xã Đa Phước và một phần ấp 4 của xã Phước Hưng.
4. Sáp nhập một phần ấp 1 của xã Vĩnh Lộc vào xã Phú Hữu cùng huyện.

- Huyện Phú Tân.

1. Thành lập xã Phú Xuân trên cơ sở tách một phần đất dọc theo bờ kênh Thầu Nông của các xã Phú An, Phú Thọ, Hiệp Xương.
2. Thành lập xã Phú Long trên cơ sở tách ấp Long Hậu của xã Long Sơn và phần lớn đất của ấp Phú Thượng thuộc xã Phú Thành.
3. Sáp nhập một phần đất của xã Hiệp Xương vào xã Phú Thành cùng huyện.

1986
- Quyết định 56-HĐBT[71] ngày 10 tháng 5 năm 1986 của Hội đồng Bộ trưởng về việc thành lập thị trấn Nhà Bàng thuộc huyện Tịnh Biên, tỉnh An Giang:

1. Thành lập thị trấn Nhà Bàng (thị trấn huyện lỵ Tịnh Biên, tỉnh An Giang) trên cơ sở 227,5 hécta diện tích tự nhiên với 4. 673 nhân khẩu của xã Thới Sơn và 311,5 hécta tự nhiên với 2. 548 nhân khẩu của xã Nhơn Hưng cùng huyện.
  1. Thị trấn Nhà Bàng có tổng diện tích tự nhiên 539 hécta với 7221 nhân khẩu.
2. Sau khi điều chỉnh địa giới hành chính, xã Thới Sơn còn 1.762,5 hécta tự nhiên với 4.334 nhân khẩu.
3. Xã Nhơn Hưng còn 2.328 hécta diện tích tự nhiên với 3.547 nhân khẩu.

1991
- Quyết định số 373-HĐBT ngày 13 tháng 11 năm 1991 của Hội đồng Bộ trưởng chia huyện Phú Châu thành hai huyện: An Phú và Tân Châu.

1. Huyện An Phú có thị trấn An Phú và 12 xã: Đa Phước, Khánh An, Khánh Bình, Nhơn Hội, Phú Hội, Phú Hữu, Phước Hưng, Quốc Thái, Vĩnh Hậu, Vĩnh Hội Đông, Vĩnh Lộc, Vĩnh Trường.
2. Huyện Tân Châu có thị trấn Tân Châu và 9 xã: Châu Phong, Lê Chánh, Long An, Long Phú, Phú Lộc, Phú Vĩnh, Tân An, Vĩnh Hòa, Vĩnh Xương.

1993
- Nghị định 76-CP ngày 28 tháng 10 năm 1993 của Chính phủ thành lập, đổi tên một số xã thuộc các huyện Châu Thành, Thoại Sơn, Tịnh Biên, Tri Tôn:
- Huyện Châu Thành:
- -Thành lập xã Bình Thạnh trên cơ sở điều chỉnh một phần diện tích tự nhiên và dân số của xã Bình Hòa.
- Huyện Thoại Sơn:

-Thành lập xã Mỹ Phú Đông trên cơ sở điều chỉnh một phần diện tích tự nhiên và dân số của các xã Tây Phú, Vĩnh Phú, An Bình và Định Mỹ.
- Huyện Tịnh Biên:
- Xã Thới Thuận đổi tên thành xã Văn Giáo.
- Huyện Tri Tôn:

- Xã An Phước đổi tên thành xã Ô Lâm.
- Xã An Ninh đổi tên thành xã An Tức.
- Xã An Lạc đổi tên thành xã Châu Lăng.
- Xã An Lập đổi tên thành xã Lê Trì.
- Xã Tân Cương đổi tên thành xã Tà Đảnh.
- Xã An Thành đổi tên thành xã Lương Phi.
- Các xã nói trên thuộc các huyện Tịnh Biên, Tri Tôn được đổi lại thành tên cũ trước năm 1979.

1995
- Nghị định 60-CP ngày 7 tháng 10 năm 1995 của Chính phủ thành lập xã Lương An Trà thuộc huyện Tri Tôn:

1. Thành lập xã Lương An Trà thuộc huyện Tri Tôn trên cơ sở điều chỉnh một phần diện tích tự nhiên và dân số của các xã Lương Phi, An Tức, Ô Lâm.

1997
- Nghị định 75-CP[72] ngày 16 tháng 6 năm 1997 của Chính phủ về việc thành lập thị trấn Phú Mỹ thuộc huyện Phú Tân, tỉnh An Giang:

1. Thành lập thị trấn Phú Mỹ thuộc huyện Phú Tân, tỉnh An Giang trên cơ sở toàn bộ diện tích và dân số của xã Phú Mỹ.
2. Thị trấn Phú Mỹ có 701 ha diện tích tự nhiên và 27.043 nhân khẩu. Địa giới hành chính thị trấn Phú Mỹ: Đông giáp tỉnh Đồng Tháp; Tây giáp xã Phú Hưng; Nam giáp xã Tân Hoà; Bắc giáp xã Phú Thọ.

1999
- Nghị định 09/1999/NĐ-CP[73] ngày 01 tháng 3 năm 1999 của Chính phủ về việc thành lập thành phố Long Xuyên, thuộc tỉnh An Giang:

1. Thành lập thành phố Long Xuyên thuộc tỉnh An Giang trên cơ sở toàn bộ diện tích và dân số của thị xã Long Xuyên.
2. Thành phố Long Xuyên có 10.687 ha diện tích tự nhiên và 245.149 nhân khẩu, gồm 10 đơn vị hành chính cơ sở là các phường: Mỹ Long, Mỹ Bình, Mỹ Xuyên, Mỹ Phước, Bình Đức và các xã: Mỹ Hòa, Mỹ Thới, Mỹ Thạnh, Mỹ Khánh và Mỹ Hòa Hưng.
3. Địa giới hành chính thành phố Long Xuyên: Đông giáp huyện Chợ Mới và huyện Lấp Vò (tỉnh Đồng Tháp); Tây giáp huyện Thoại Sơn; Nam giáp huyện Thốt Nốt (tỉnh Cần Thơ); Bắc giáp huyện Châu Thành.

1999
- Nghị định 64/1999/NĐ-CP[74] ngày 02 tháng 8 năm 1999 của Chính phủ về việc thành lập một số phường thuộc thành phố Long Xuyên, tỉnh An Giang:

1. Thành lập phường Mỹ Thạnh trên cơ sở toàn bộ 1.389,82 ha diện tích tự nhiên và 24.881 nhân khẩu của xã Mỹ Thạnh.
2. Thành lập phường Mỹ Thới trên cơ sở toàn bộ 2.000,31 ha diện tích tự nhiên và 19.875 nhân khẩu của xã Mỹ Thới.
3. Thành lập phường Bình Khánh trên cơ sở 628,80 ha diện tích tự nhiên và 24. 820 nhân khẩu của phường Bình Đức (gồm khóm Bình Thới 1, 2, 3 và khóm Bình Chánh 1, 2, 3, 4, 5).
  1. Sau khi điều chỉnh địa giới hành chính, phường Bình Dức có 1.106,80 ha diện tích tự nhiên và 16.058 nhân khẩu.
4. Thành lập phường Mỹ Quý trên cơ sở 472,22 ha diện tích tự nhiên và 9.983 nhân khẩu của phường Mỹ Phước (gồm các Khóm Mỹ Phú, Mỹ Qưới và Mỹ Tho).
  1. Sau khi điều chỉnh địa giới hành chính, phường Mỹ Phước có 369,35 ha diện tích tự nhiên và 24.459 nhân khẩu.

2002
- Nghị định 29/2002/NĐ-CP[75] ngày 22 tháng 3 năm 2002 của Chính phủ về việc điều chỉnh địa giới hành chính để thành lập phường Núi Sam, thị xã Châu Đốc, thị trấn Phú Hoà và đổi tên xã Phú Hoà thành xã Phú Thuận, huyện Thoại Sơn tỉnh An Giang:

1. Thành lập phường Núi Sam thuộc thị xã Châu Đốc trên cơ sở 1.397 ha diện tích tự nhiên và 21.241 nhân khẩu của xã Vĩnh Tế.
  1. Sau khi thành lập phường Núi Sam, xã Vĩnh Tế còn lại 3.121 ha diện tích tự nhiên và 5.172 nhân khẩu.
2. Thành lập thị trấn Phú Hoà thuộc huyện Thoại Sơn trên cơ sở 523 ha diện tích tự nhiên và 9.033 nhân khẩu của xã Phú Hoà; 220 ha diện tích tự nhiên và 2.056 nhân khẩu của xã Vĩnh Trạch.
  1. Thị trấn Phú Hoà có 743 ha diện tích tự nhiên và 11.089 nhân khẩu.
  2. Xã Vĩnh Trạch còn lại 1.881 ha diện tích tự nhiên và 16.725 nhân khẩu.
  3. Xã Phú Hoà còn lại 3.013 ha diện tích tự nhiên và 9.816 nhân khẩu.
3. Đổi tên xã Phú Hoà thành xã Phú Thuận, huyện Thoại Sơn.

2003
- Nghị định 53/2003/NĐ-CP[76] ngày 19 tháng 5 năm 2003 của Chính phủ về việc điều chỉnh địa giới hành chính để thành lập xã, phường, thị trấn thuộc các huyện Thoại Sơn, Phú Tân, Tân Châu và thị xã Châu Đốc, tỉnh An Giang:

1. Thành lập phường Vĩnh Mỹ thuộc thị xã Châu Đốc trên cơ sở 779,6 ha diện tích tự nhiên và 14.870 nhân khẩu của xã Vĩnh Mỹ.
2. Đổi tên xã Vĩnh Mỹ thành xã Vĩnh Châu.
3. Thành lập thị trấn Óc Eo thuộc huyện Thoại Sơn trên cơ sở 989,9 ha diện tích tự nhiên và 11.819 nhân khẩu của xã Vọng Thê.
4. Thành lập xã Bình Thành thuộc huyện Thoại Sơn trên cơ sở 837,3 ha diện tích tự nhiên và 498 nhân khẩu của xã Vọng Thê, 2.111 ha diện tích tự nhiên và 10.489 nhân khẩu của xã Thoại Giang.
5. Thành lập xã Long Hòa thuộc huyện Phú Tân trên cơ sở 780 ha diện tích tự nhiên và 8.757 nhân khẩu của xã Long Sơn.
6. Giao 165 ha diện tích tự nhiên và 3.484 nhân khẩu của xã Long An thuộc huyện Tân Châu về thị trấn Tân Châu quản lý.

2003
- Nghị định 119/2003/NĐ-CP[77] ngày 17 tháng 10 năm 2003 của Chính phủ về việc điều chỉnh địa giới hành chính để thành lập xã, thị trấn thuộc các huyện Chợ Mới, Tri Tôn, Tịnh Biên và Phú Tân, tỉnh An Giang:

1. Thành lập thị trấn Mỹ Luông thuộc huyện Chợ Mới trên cơ sở 808 ha diện tích tự nhiên và 15.540 nhân khẩu của xã Mỹ Luông.
2. Đổi tên xã Mỹ Luông thành xã Mỹ An.
3. Thành lập thị trấn Ba Chúc thuộc huyện Tri Tôn trên cơ sở 2.056 ha diện tích tự nhiên và 13.122 nhân khẩu của xã Ba Chúc.
4. Đổi tên xã Ba Chúc thành xã Vĩnh Phước.
5. Thành lập xã Núi Voi thuộc huyện Tịnh Biên trên cơ sở 1.225 ha diện tích tự nhiên và 4.387 nhân khẩu của thị trấn Chi Lăng.
6. Thành lập xã Tân Trung thuộc huyện Phú Tân trên cơ sở 790,15 ha diện tích tự nhiên và 11.163 nhân khẩu của xã Tân Hoà.

2005
- Nghị định 52/2005/NĐ-CP[78] ngày 12 tháng 4 năm 2005 của Chính phủ về việc điều chỉnh địa giới hành chính để thành lập phường, xã, thị trấn thuộc thành phố Long Xuyên và các huyện Tịnh Biên, An Phú, Thoại Sơn, Tân Châu, tỉnh An Giang:

1. Thành lập phường Đông Xuyên thuộc thành phố Long Xuyên trên cơ sở 89 ha diện tích tự nhiên và 10.149 nhân khẩu của phường Mỹ Xuyên.
  1. Phường Đông Xuyên có 89 ha diện tích tự nhiên và 10.149 nhân khẩu.
  2. Sau khi thành lập phường Đông Xuyên, phường Mỹ Xuyên còn lại 62 ha diện tích tự nhiên và 16.368 nhân khẩu.
2. Thành lập phường Mỹ Hòa thuộc thành phố Long Xuyên trên cơ sở toàn bộ diện tích tự nhiên và dân số của xã Mỹ Hòa.
  1. Phường Mỹ Hòa có 1.651 ha diện tích tự nhiên và 26.928 nhân khẩu.
3. Thành lập thị trấn Tịnh Biên thuộc huyện Tịnh Biên trên cơ sở toàn bộ diện tích tự nhiên và dân số của xã Xuân Tô.
  1. Thị trấn Tịnh Biên có 1.938 ha diện tích tự nhiên và 12.850 nhân khẩu.
4. Thành lập thị trấn Long Bình thuộc huyện An Phú trên cơ sở 174 ha diện tích tự nhiên và 4.054 nhân khẩu của xã Khánh Bình, 248 ha diện tích tự nhiên và 3.738 nhân khẩu của xã Khánh An.
  1. Thị trấn Long Bình có 422 ha diện tích tự nhiên và 7.792 nhân khẩu.
  2. Xã Khánh Bình còn lại 730 ha diện tích tự nhiên và 7.004 nhân khẩu.
  3. Xã Khánh An còn lại 541 ha diện tích tự nhiên và 11.046 nhân khẩu.
5. Thành lập xã An Bình thuộc huyện Thoại Sơn trên cơ sở 1.636 ha diện tích tự nhiên và 4.804 nhân khẩu của xã Tây Phú, 1.221 ha diện tích tự nhiên và 2.355 nhân khẩu của xã Vọng Đông.
  1. Xã An Bình có 2.857 ha diện tích tự nhiên và 7.159 nhân khẩu.
  2. Xã Tây Phú còn lại 3.591 ha diện tích tự nhiên và 7.244 nhân khẩu.
  3. Xã Vọng Đông còn lại 2.955 ha diện tích tự nhiên và 14.789 nhân khẩu.
6. Thành lập xã Tân Thạnh thuộc huyện Tân Châu trên cơ sở 1.134 ha diện tích tự nhiên và 10.423 nhân khẩu của xã Tân An.
  1. Xã Tân Thạnh có 1.134 ha diện tích tự nhiên và 10.423 nhân khẩu.
  2. xã Tân An còn lại 1.086 ha diện tích tự nhiên và 9.231 nhân khẩu.

2009
- Nghị quyết 40/NQ-CP[79] ngày 24 tháng 8 năm 2009 của Chính phủ về điều chỉnh địa giới hành chính xã thuộc huyện Tân Châu, huyện An Phú, huyện Phú Tân, thành lập thị xã Tân Châu, thành lập các phường thuộc thị xã Tân Châu, tỉnh An Giang:
- huyện Tân Châu, huyện An Phú, huyện Phú Tân

1. Điều chỉnh 347 ha diện tích tự nhiên và 1.062 nhân khẩu của xã Phú Lộc, huyện Tân Châu vào xã Phú Hữu thuộc huyện An Phú quản lý.
2. Điều chỉnh 513 ha diện tích tự nhiên và 1.415 nhân khẩu của xã Phú Lộc, huyện Tân Châu vào xã Vĩnh Lộc thuộc huyện An Phú quản lý.
3. Điều chỉnh 319 ha diện tích tự nhiên và 455 nhân khẩu của xã Phú Vĩnh thuộc huyện Tân Châu vào xã Phú Long thuộc huyện Phú Tân quản lý.
4. Điều chỉnh 182 ha diện tích tự nhiên và 152 nhân khẩu của xã Lê Chánh thuộc huyện Tân Châu vào xã Phú Hiệp thuộc huyện Phú Tân quản lý.
5. Điều chỉnh toàn bộ 1.361 ha diện tích tự nhiên và 13.382 nhân khẩu của xã Long Sơn thuộc huyện Phú Tân vào huyện Tân Châu quản lý.
6. Điều chỉnh 364 ha diện tích tự nhiên và 9.072 nhân khẩu của xã Phú Hiệp thuộc huyện Phú Tân vào xã Châu Phong thuộc huyện Tân Châu quản lý.
7. Điều chỉnh 160 ha diện tích tự nhiên và 211 nhân khẩu của xã Phú Long thuộc huyện Phú Tân về xã Long Phú thuộc huyện Tân Châu quản lý.

- Sau khi điều chỉnh địa giới hành chính

1. Huyện An Phú có 22.637,7 ha diện tích tự nhiên và 191.328 nhân khẩu, có 14 đơn vị hành chính trực thuộc, bao gồm các xã: Khánh An, Khánh Bình, Nhơn Hội, Quốc Thái, Phú Hội, Phú Hữu, Vĩnh Lộc, Vĩnh Hội Đông, Phước Hưng, Vĩnh Trường, Vĩnh Hậu, Đa Phước và thị trấn An Phú, thị trấn Long Bình.
  1. Xã Phú Hữu có 3.975 ha diện tích tự nhiên và 18.866 nhân khẩu.
  2. Xã Vĩnh Lộc có 4.116 ha diện tích tự nhiên và 13.688 nhân khẩu.
2. Huyện Phú Tân có 31.422,3 ha diện tích tự nhiên và 221.059 nhân khẩu, có 18 đơn vị hành chính trực thuộc, bao gồm các xã: Long Hòa, Phú Hiệp, Phú Long, Phú Lâm, Phú Thạnh, Phú Thành, Hòa Lạc, Phú An, Phú Bình, Hiệp Xương, Phú Xuân, Phú Thọ, Bình Thạnh Đông, Phú Hưng, Tân Hòa, Tân Trung và thị trấn Phú Mỹ, thị trấn Chợ Vàm.
  1. Xã Phú Hiệp còn lại 1.673 ha diện tích tự nhiên và 5.729 nhân khẩu.
  2. Xã Phú Long còn lại 1.907 ha diện tích tự nhiên và 4.863 nhân khẩu.
3. Huyện Tân Châu có 17.568,46 ha diện tích tự nhiên và 184.129 nhân khẩu, có 12 đơn vị hành chính trực thuộc, bao gồm các xã: Phú Lộc, Vĩnh Xương, Vĩnh Hòa, Tân Thạnh, Tân An, Long An, Châu Phong, Phú Vĩnh, Lê Chánh, Long Phú, Long Sơn và thị trấn Tân Châu.
  1. Xã Phú Lộc còn lại 1.473 ha diện tích tự nhiên và 4.312 nhân khẩu
  2. Xã Châu Phong có 2.143 ha diện tích tự nhiên và 26.351 nhân khẩu
  3. Xã Phú Vĩnh còn lại 1.452 ha diện tích tự nhiên và 12.466 nhân khẩu.
  4. Xã Lê Chánh còn lại 1.503 ha diện tích tự nhiên và 9.245 nhân khẩu.
  5. Xã Long Phú có 1.211 ha diện tích tự nhiên và 15.558 nhân khẩu.
  6. Xã Long Sơn có 1.361 ha diện tích tự nhiên và 13.382 nhân khẩu.

- Thành lập thị xã Tân Châu

1. Thành lập thị xã Tân Châu thuộc tỉnh An Giang trên cơ sở toàn bộ 17.568,46 ha diện tích tự nhiên và 184.129 nhân khẩu của huyện Tân Châu (bao gồm toàn bộ diện tích tự nhiên và nhân khẩu của thị trấn Tân Châu và các xã: Phú Lộc, Vĩnh Xương, Vĩnh Hòa, Tân Thạnh, Tân An, Long An, Châu Phong, Phú Vĩnh, Lê Chánh, Long Phú và xã Long Sơn).
2. Thị xã Tân Châu có 17.568,46 ha diện tích tự nhiên và 184.129 nhân khẩu.
3. Địa giới hành chính thị xã Tân Châu: Đông giáp huyện Hồng Ngự, tỉnh Đồng Tháp theo sông Tiền; Tây giáp huyện An Phú và thị xã Châu Đốc theo sông Hậu; Nam giáp huyện Phú Tân; Bắc giáp huyện Lecdec, tỉnh Kandal, Vương quốc Campuchia.
4. Thành lập phường Long Thạnh thuộc thị xã Tân Châu trên cơ sở điều chỉnh 363 ha diện tích tự nhiên và 16.427 nhân khẩu của thị trấn Tân Châu; 47 ha diện tích tự nhiên và 3.675 nhân khẩu của xã Long Sơn thuộc huyện Phú Tân chuyển về. Phường Long Thạnh có 410 ha diện tích tự nhiên và 20.102 nhân khẩu.
5. Thành lập phường Long Hưng thuộc thị xã Tân Châu trên cơ sở điều chỉnh 103 ha diện tích tự nhiên và 14.226 nhân khẩu của thị trấn Tân Châu. Phường Long Hưng có 103 ha diện tích tự nhiên và 14.226 nhân khẩu.
6. Thành lập phường Long Châu thuộc thị xã Tân Châu trên cơ sở điều chỉnh 222,9 ha diện tích tự nhiên và 7.993 nhân khẩu còn lại của thị trấn Tân Châu; 358,30 ha diện tích tự nhiên và 3.690 nhân khẩu của xã Long An. Phường Long Châu có 581,20 ha diện tích tự nhiên và 11.683 nhân khẩu.
7. Thành lập phường Long Sơn thuộc thị xã Tân Châu trên cơ sở 1.314 ha diện tích tự nhiên và 9.707 nhân khẩu còn lại của xã Long Sơn, huyện Phú Tân điều chỉnh về. Phường Long Sơn có 1.314 ha diện tích tự nhiên và 9.707 nhân khẩu.
8. Thành lập phường Long Phú thuộc thị xã Tân Châu trên cơ sở toàn bộ 1.211 ha diện tích tự nhiên và 15.558 nhân khẩu của xã Long Phú (trong đó có 160 ha diện tích tự nhiên và 211 nhân khẩu của xã Phú Long, huyện Phú Tân điều chỉnh về). Phường Long Phú có 1.211 ha diện tích tự nhiên và 15.558 nhân khẩu.

- Sau khi thành lập thị xã Tân Châu và các phường thuộc thị xã Tân Châu

1. Xã Long An còn lại 1.123,47 ha diện tích tự nhiên và 11.264 nhân khẩu.
2. Thị xã Tân Châu có 17.568,46 ha diện tích tự nhiên và 184.129 nhân khẩu, có 14 đơn vị hành chính trực thuộc, bao gồm các phường: Long Thạnh, Long Hưng, Long Châu, Long Sơn, Long Phú và các xã: Phú Lộc, Vĩnh Xương, Vĩnh Hòa, Tân Thạnh, Tân An, Long An, Châu Phong, Phú Vĩnh, Lê Chánh.

- Tỉnh An Giang có 353.676 ha diện tích tự nhiên và 2.240.226 nhân khẩu, có 11 đơn vị hành chính trực thuộc, bao gồm các huyện: An Phú, Phú Tân, Châu Phú, Tịnh Biên, Tri Tôn, Châu Thành, Chợ Mới, Thoại Sơn, thành phố Long Xuyên, thị xã Châu Đốc và thị xã Tân Châu.

2013
- Nghị quyết 86/NQ-CP[80] ngày 19 tháng 7 năm 2013 của Chính phủ về việc thành lập phường Vĩnh Ngươn thuộc thị xã Châu Đốc và thành lập thành phố Châu Đốc:

1. Thành lập phường Vĩnh Nguơn thuộc thị xã Châu Đốc trên cơ sở toàn bộ 947,30 ha diện tích tự nhiên và 7.489 nhân khẩu của xã Vĩnh Nguơn. Phường Vĩnh Nguơn có 947,30 ha diện tích tự nhiên và 7.489 nhân khẩu.
2. Thành lập thành phố Châu Đốc thuộc tỉnh An Giang trên cơ sở toàn bộ 10.529,05 ha diện tích tự nhiên, 157.298 nhân khẩu và 7 đơn vị hành chính cấp xã của thị xã Châu Đốc.
3. Thành phố Châu Đốc có 10.529,05 ha diện tích tự nhiên, 157.298 nhân khẩu và 7 đơn vị hành chính cấp xã, gồm 05 phường; Châu Phú A, Châu Phú B, Núi Sam, Vĩnh Mỹ, Vĩnh Nguơn và 02 xã: Vĩnh Châu, Vĩnh Tế.
4. Địa giới hành chính thành phố Châu Đốc: Đông giáp huyện Phú Tân và thị xã Tân Châu; Đông Bắc giáp huyện An Phú; Tây giáp huyện Tịnh Biên; Tây Bắc giáp Vương quốc Campuchia; Nam giáp huyện Châu Phú.

- Tỉnh An Giang có 353.667 ha diện tích tự nhiên, 2.150.999 nhân khẩu và 11 đơn vị hành chính cấp huyện, gồm: Thành phố Long Xuyên, thành phố Châu Đốc, thị xã Tân Châu và các huyện: An Phú, Phú Tân, Tịnh Biên, Tri Tôn, Châu Phú, Châu Thành, Thoại Sơn, Chợ Mới.

2020
- Nghị quyết 1107/NQ-UBTVQH14[81] ngày 9 tháng 12 năm 2020 của Ủy ban Thường vụ Quốc hội về việc thành lập một số thị trấn thuộc các huyện Châu Phú, Châu Thành và Tri Tôn, tỉnh An Giang:

1. Thành lập thị trấn Vĩnh Thạnh Trung thuộc huyện Châu Phú trên cơ sở toàn bộ diện tích tự nhiên và dân số của xã Vĩnh Thạnh Trung.
2. Thành lập thị trấn Vĩnh Bình thuộc huyện Châu Thành trên cơ sở toàn bộ diện tích tự nhiên và dân số của xã Vĩnh Bình.
3. Thành lập thị trấn Cô Tô thuộc huyện Tri Tôn trên cơ sở toàn bộ diện tích tự nhiên và dân số của xã Cô Tô.

2023
- Nghị quyết 721/NQ-UBTVQH15[82] ngày 13 tháng 2 năm 2023 của Ủy ban Thường vụ Quốc hội về việc thành lập thị xã Tịnh Biên, thành lập phường thuộc thị xã Tịnh Biên và một số thị trấn thuộc các huyện An Phú và Chợ Mới, tỉnh An Giang:

1. Thành lập thị xã Tịnh Biên trên cơ sở toàn bộ 354,59 km2 diện tích tự nhiên và 143.098 nhân khẩu huyện Tịnh Biên.
2. Thành lập các phường thuộc thị xã Tịnh Biên
  1. Thành lập phường Tịnh Biên trên cơ sở toàn bộ 21,78 km2 diện tích tự nhiên và 16.971 nhân khẩu của thị trấn Tịnh Biên.
  2. Thành lập phường Chi Lăng trên cơ sở toàn bộ 6,71 km2 diện tích tự nhiên và 10.545 nhân khẩu của thị trấn Chi Lăng.
  3. Thành lập phường Nhà Bàng trên cơ sở toàn bộ 6,09 km2 diện tích tự nhiên và 24.245 nhân khẩu của thị trấn Nhà Bàng.
  4. Thành lập phường An Phú trên cơ sở toàn bộ 21,56 km2 diện tích tự nhiên và 9.688 nhân khẩu của xã An Phú.
  5. Thành lập phường Nhơn Hưng trên cơ sở toàn bộ 19,12 km2 diện tích tự nhiên và 6.992 nhân khẩu của xã Nhơn Hưng.
  6. Thành lập phường Núi Voi trên cơ sở toàn bộ 15,2 km2 diện tích tự nhiên và 5.341 nhân khẩu của xã Núi Voi.
  7. Thành lập phường Thới Sơn trên cơ sở toàn bộ 24,15 km2 diện tích tự nhiên và 7.337 nhân khẩu của xã Thới Sơn.
3. Thành lập thị trấn Đa Phước thuộc huyện An Phú trên cơ sở 15,76 km2 diện tích tự nhiên và 17.590 nhân khẩu của xã Đa Phước.
4. Thành lập thị trấn Hội An thuộc huyện Chợ Mới trên cơ sở toàn bộ 22,98 km2 diện tích tự nhiên và 18.225 nhân khẩu của xã Hội An.

- Tỉnh An Giang có 353,67 km2 diện tích tự nhiên và 2.019.100 nhân khẩu và 11 đơn vị hành chính cấp huyện, gồm: Thành phố Long Xuyên, thành phố Châu Đốc, thị xã Tân Châu, thị xã Tịnh Biên và các huyện: An Phú, Phú Tân, Tri Tôn, Châu Phú, Châu Thành, Thoại Sơn, Chợ Mới.

2024
- Nghị quyết 1285/NQ-UBTVQH15[83] ngày 14 tháng 11 năm 2024 của Ủy ban Thường vụ Quốc hội về việc sắp xếp đơn vị hành chính cấp xã thuộc tỉnh An Giang giai đoạn 2023–2025:

1. Sáp nhập toàn bộ 1,39 km2 diện tích tự nhiên quy mô dân số là 11.470 người của phường Đông Xuyên thuộc thành phố Long Xuyên vào phường Mỹ Xuyên.
2. Phường Mỹ Xuyên có 2,00 km2 diện tích tự nhiên và quy mô dân số là 23.383 người.
3. Sau khi sắp xếp, thành phố Long Xuyên có 12 đơn vị hành chính cấp xã, gồm 10 phường và 02 xã.
4. Sau khi sắp xếp đơn vị hành chính cấp xã, tỉnh An Giang có 11 đơn vị hành chính cấp huyện, gồm 07 huyện, 02 thị xã và 02 thành phố; 155 đơn vị hành chính cấp xã, gồm 110 xã, 27 phường và 18 thị trấn.

### Đơn vị hành chính cấp huyện[84]
| Mã hành chính | Tên                  | Đơn vị trực thuộc              | Diện tích (km²) | Dân số (người) 2019 | Mật độ dân số (người/km²) 2019 |
| ------------- | -------------------- | ------------------------------ | --------------- | ------------------- | ------------------------------ |
| 02 thành phố  |                      |                                |                 |                     |                                |
| 883           | Thành phố Long Xuyên | 10 phường, 02 xã               | 114,96          | 272.229             | 2.368                          |
| 884           | Thành phố Châu Đốc   | 05 phường, 02 xã               | 105,58          | 101.714             | 963                            |
| 02 thị xã     |                      |                                |                 |                     |                                |
| 887           | Thị xã Tân Châu      | 05 phường, 09 xã               | 176,73          | 141.120             | 799                            |
| 890           | Thị xã Tịnh Biên     | 07 phường, 07 xã               | 354,59          | 108.485             | 306                            |
| 07 huyện      |                      |                                |                 |                     |                                |
| 886           | Huyện An Phú         | 03 thị trấn, 11 xã             | 226,30          | 148.512             | 656                            |
| 888           | Huyện Phú Tân        | 02 thị trấn, 16 xã             | 312,61          | 188.829             | 604                            |
| 889           | Huyện Châu Phú       | 02 thị trấn, 11 xã             | 456,93          | 206.531             | 452                            |
| 891           | Huyện Tri Tôn        | 03 thị trấn, 12 xã             | 600,72          | 117.345             | 195                            |
| 892           | Huyện Châu Thành     | 02 thị trấn, 11 xã             | 348,73          | 151.280             | 434                            |
| 893           | Huyện Chợ Mới        | 03 thị trấn, 15 xã             | 368,64          | 308.021             | 836                            |
| 894           | Huyện Thoại Sơn      | 03 thị trấn, 14 xã             | 471,04          | 163.335             | 347                            |
|               | Toàn tỉnh            | 28 phường, 18 thị trấn, 110 xã | 3.536,83        | 1.907.401           | 539                            |

### Đơn vị hành chính cấp xã
| Đơn vị hành chính cấp huyện | Xã | Phường                                                                                        | Thị trấn                               |
| --------------------------- | --- | --------------------------------------------------------------------------------------------- | -------------------------------------- |
| Thành phố Long Xuyên        | Mỹ Hòa Hưng, Mỹ Khánh | Bình Đức, Bình Khánh, Mỹ Bình, Mỹ Hòa, Mỹ Long, Mỹ Phước, Mỹ Quý, Mỹ Thạnh, Mỹ Thới, Mỹ Xuyên |                                        |
| Thành phố Châu Đốc          | Vĩnh Châu, Vĩnh Tế | Châu Phú A, Châu Phú B, Núi Sam, Vĩnh Mỹ, Vĩnh Nguơn                                          |                                        |
| Thị xã Tân Châu             | Châu Phong, Lê Chánh, Long An, Phú Lộc, Phú Vĩnh, Tân An, Tân Thạnh, Vĩnh Hòa, Vĩnh Xương                                                                             | Long Châu, Long Hưng, Long Phú, Long Sơn, Long Thạnh                                          |                                        |
| Thị xã Tịnh Biên            | An Cư, An Hảo, An Nông, Tân Lập, Tân Lợi, Văn Giáo, Vĩnh Trung | An Phú, Chi Lăng, Nhà Bàng, Nhơn Hưng, Núi Voi, Thới Sơn, Tịnh Biên                           |                                        |
| Huyện An Phú                | Khánh An, Khánh Bình, Nhơn Hội, Phú Hội, Phú Hữu, Phước Hưng, Quốc Thái, Vĩnh Hậu, Vĩnh Hội Đông, Vĩnh Lộc, Vĩnh Trường                                               |                                                                                               | An Phú (huyện lỵ), Đa Phước, Long Bình |
| Huyện Phú Tân               | Bình Thạnh Đông, Hiệp Xương, Hòa Lạc, Long Hòa, Phú An, Phú Bình, Phú Hiệp, Phú Hưng, Phú Lâm, Phú Long, Phú Thành, Phú Thạnh, Phú Thọ, Phú Xuân, Tân Hòa, Tân Trung  |                                                                                               | Phú Mỹ (huyện lỵ), Chợ Vàm             |
| Huyện Châu Phú              | Bình Long, Bình Mỹ, Bình Chánh, Bình Phú, Bình Thủy, Đào Hữu Cảnh, Khánh Hòa, Mỹ Đức, Mỹ Phú, Ô Long Vĩ, Thạnh Mỹ Tây                                                 |                                                                                               | Cái Dầu (huyện lỵ), Vĩnh Thạnh Trung   |
| Huyện Tri Tôn               | An Tức, Châu Lăng, Lạc Quới, Lê Trì, Lương An Trà, Lương Phi, Núi Tô, Ô Lâm, Tà Đảnh, Tân Tuyến, Vĩnh Gia, Vĩnh Phước                                                 |                                                                                               | Tri Tôn (huyện lỵ), Ba Chúc, Cô Tô     |
| Huyện Châu Thành            | An Hòa, Bình Hòa, Bình Thạnh, Cần Đăng, Hòa Bình Thạnh, Tân Phú, Vĩnh An, Vĩnh Hanh, Vĩnh Lợi, Vĩnh Nhuận, Vĩnh Thành                                                 |                                                                                               | An Châu (huyện lỵ), Vĩnh Bình          |
| Huyện Chợ Mới               | An Thạnh Trung, Bình Phước Xuân, Hòa An, Hòa Bình, Kiến An, Kiến Thành, Long Điền A, Long Điền B, Long Giang, Long Kiến, Mỹ An, Mỹ Hiệp, Mỹ Hội Đông, Nhơn Mỹ, Tấn Mỹ |                                                                                               | Chợ Mới (huyện lỵ), Hội An, Mỹ Luông   |
| Huyện Thoại Sơn             | An Bình, Bình Thành, Định Mỹ, Định Thành, Mỹ Phú Đông, Phú Thuận, Tây Phú, Thoại Giang, Vĩnh Chánh, Vĩnh Khánh, Vĩnh Phú, Vĩnh Trạch, Vọng Đông, Vọng Thê             |                                                                                               | Núi Sập (huyện lỵ), Óc Eo, Phú Hòa     |

## Giai đoạn 2025 - nay

### Năm 2025: Nghị quyết số 202/2025/QH15
Ngày 12 tháng 6 năm 2025, Quốc hội ban hành Nghị quyết số 202/2025/QH15 về việc sắp xếp đơn vị hành chính cấp tỉnh (nghị quyết có hiệu lực từ ngày 12 tháng 6 năm 2025). Theo đó, sáp nhập tỉnh Kiên Giang vào tỉnh An Giang.
Sau khi sắp xếp, tỉnh An Giang có 9.888,91 km² diện tích tự nhiên và quy mô dân số là 4.952.238 người.

### Năm 2025: Nghị quyết số 203/2025/QH15
Ngày 16 tháng 6 năm 2025, Quốc hội khóa XV ban hành Nghị quyết số 203/2025/QH15 về việc sửa đổi, bổ sung một số điều của Hiến pháp nước Cộng hòa xã hội chủ nghĩa Việt Nam. Theo đó, kết thúc hoạt động của đơn vị hành chính cấp huyện trong cả nước từ ngày 01 tháng 7 năm 2025.

### Năm 2025: Nghị quyết số 1663/NQ-UBTVQH15
- Nghị quyết số 1654/NQ-UBTVQH15[87] ngày 16 tháng 6 năm 2025 của Ủy ban Thường vụ Quốc hội khóa XV về việc sắp xếp các đơn vị hành chính cấp xã của tỉnh An Giang năm 2025:

Tỉnh An Giang:
1. Sắp xếp toàn bộ diện tích tự nhiên, quy mô dân số của thị trấn An Phú, xã Vĩnh Hội Đông, một phần diện tích tự nhiên, quy mô dân số của xã Phú Hội và xã Phước Hưng thành xã mới có tên gọi là xã An Phú.
2. Sắp xếp toàn bộ diện tích tự nhiên, quy mô dân số của thị trấn Đa Phước, xã Vĩnh Trường và xã Vĩnh Hậu thành xã mới có tên gọi là xã Vĩnh Hậu.
3. Sắp xếp toàn bộ diện tích tự nhiên, quy mô dân số của xã Quốc Thái, xã Nhơn Hội, một phần diện tích tự nhiên, quy mô dân số của xã Phước Hưng và phần còn lại của xã Phú Hội sau khi sắp xếp theo quy định tại khoản 1 Điều này thành xã mới có tên gọi là xã Nhơn Hội.
4. Sắp xếp toàn bộ diện tích tự nhiên, quy mô dân số của thị trấn Long Bình, xã Khánh An và xã Khánh Bình thành xã mới có tên gọi là xã Khánh Bình.
5. Sắp xếp toàn bộ diện tích tự nhiên, quy mô dân số của xã Phú Hữu, xã Vĩnh Lộc và phần còn lại của xã Phước Hưng sau khi sắp xếp theo quy định tại khoản 1, khoản 3 Điều này thành xã mới có tên gọi là xã Phú Hữu.
6. Sắp xếp toàn bộ diện tích tự nhiên, quy mô dân số của xã Tân An và xã Tân Thạnh (thị xã Tân Châu), xã Long An thành xã mới có tên gọi là xã Tân An.
7. Sắp xếp toàn bộ diện tích tự nhiên, quy mô dân số của các xã Phú Vĩnh, Lê Chánh và Châu Phong thành xã mới có tên gọi là xã Châu Phong.
8. Sắp xếp toàn bộ diện tích tự nhiên, quy mô dân số của các xã Vĩnh Hòa (thị xã Tân Châu), Phú Lộc và Vĩnh Xương thành xã mới có tên gọi là xã Vĩnh Xương.
9. Sắp xếp toàn bộ diện tích tự nhiên, quy mô dân số của thị trấn Phú Mỹ và các xã Tân Hòa (huyện Phú Tân), Tân Trung, Phú Hưng thành xã mới có tên gọi là xã Phú Tân.
10. Sắp xếp toàn bộ diện tích tự nhiên, quy mô dân số của các xã Phú Thọ, Phú Xuân và Phú An thành xã mới có tên gọi là xã Phú An.
11. Sắp xếp toàn bộ diện tích tự nhiên, quy mô dân số của các xã Hiệp Xương, Phú Bình và Bình Thạnh Đông thành xã mới có tên gọi là xã Bình Thạnh Đông.
12. Sắp xếp toàn bộ diện tích tự nhiên, quy mô dân số của thị trấn Chợ Vàm, xã Phú Thạnh và xã Phú Thành thành xã mới có tên gọi là xã Chợ Vàm.
13. Sắp xếp toàn bộ diện tích tự nhiên, quy mô dân số của xã Phú Hiệp và xã Hòa Lạc thành xã mới có tên gọi là xã Hòa Lạc.
14. Sắp xếp toàn bộ diện tích tự nhiên, quy mô dân số của các xã Long Hòa, Phú Long và Phú Lâm thành xã mới có tên gọi là xã Phú Lâm.
15. Sắp xếp toàn bộ diện tích tự nhiên, quy mô dân số của thị trấn Cái Dầu, xã Bình Long và xã Bình Phú thành xã mới có tên gọi là xã Châu Phú.
16. Sắp xếp toàn bộ diện tích tự nhiên, quy mô dân số của xã Khánh Hòa và xã Mỹ Đức thành xã mới có tên gọi là xã Mỹ Đức.
17. Sắp xếp toàn bộ diện tích tự nhiên, quy mô dân số của thị trấn Vĩnh Thạnh Trung và xã Mỹ Phú thành xã mới có tên gọi là xã Vĩnh Thạnh Trung.
18. Sắp xếp toàn bộ diện tích tự nhiên, quy mô dân số của các xã Bình Thủy, Bình Chánh và Bình Mỹ thành xã mới có tên gọi là xã Bình Mỹ.
19. Sắp xếp toàn bộ diện tích tự nhiên, quy mô dân số của các xã Đào Hữu Cảnh, Ô Long Vĩ và Thạnh Mỹ Tây thành xã mới có tên gọi là xã Thạnh Mỹ Tây.
20. Sắp xếp toàn bộ diện tích tự nhiên, quy mô dân số của các xã Văn Giáo, Vĩnh Trung và An Cư thành xã mới có tên gọi là xã An Cư.
21. Sắp xếp toàn bộ diện tích tự nhiên, quy mô dân số của xã Tân Lập và xã An Hảo thành xã mới có tên gọi là xã Núi Cấm.
22. Sắp xếp toàn bộ diện tích tự nhiên, quy mô dân số của thị trấn Ba Chúc, xã Lạc Quới và xã Lê Trì thành xã mới có tên gọi là xã Ba Chúc.
23. Sắp xếp toàn bộ diện tích tự nhiên, quy mô dân số của thị trấn Tri Tôn, xã Núi Tô và xã Châu Lăng thành xã mới có tên gọi là xã Tri Tôn.
24. Sắp xếp toàn bộ diện tích tự nhiên, quy mô dân số của các xã An Tức, Lương Phi và Ô Lâm thành xã mới có tên gọi là xã Ô Lâm.
25. Sắp xếp toàn bộ diện tích tự nhiên, quy mô dân số của thị trấn Cô Tô, xã Tà Đảnh và xã Tân Tuyến thành xã mới có tên gọi là xã Cô Tô.
26. Sắp xếp toàn bộ diện tích tự nhiên, quy mô dân số của các xã Vĩnh Phước, Lương An Trà và Vĩnh Gia thành xã mới có tên gọi là xã Vĩnh Gia.
27. Sắp xếp toàn bộ diện tích tự nhiên, quy mô dân số của thị trấn An Châu, xã Hòa Bình Thạnh và xã Vĩnh Thành thành xã mới có tên gọi là xã An Châu.
28. Sắp xếp toàn bộ diện tích tự nhiên, quy mô dân số của các xã Bình Thạnh, An Hòa và Bình Hòa thành xã mới có tên gọi là xã Bình Hòa.
29. Sắp xếp toàn bộ diện tích tự nhiên, quy mô dân số của xã Vĩnh Lợi và xã Cần Đăng thành xã mới có tên gọi là xã Cần Đăng.
30. Sắp xếp toàn bộ diện tích tự nhiên, quy mô dân số của xã Vĩnh Nhuận và xã Vĩnh Hanh thành xã mới có tên gọi là xã Vĩnh Hanh.
31. Sắp xếp toàn bộ diện tích tự nhiên, quy mô dân số của thị trấn Vĩnh Bình, xã Tân Phú và xã Vĩnh An thành xã mới có tên gọi là xã Vĩnh An.
32. Sắp xếp toàn bộ diện tích tự nhiên, quy mô dân số của thị trấn Chợ Mới, xã Kiến An và xã Kiến Thành thành xã mới có tên gọi là xã Chợ Mới.
33. Sắp xếp toàn bộ diện tích tự nhiên, quy mô dân số của các xã Tấn Mỹ, Mỹ Hiệp và Bình Phước Xuân thành xã mới có tên gọi là xã Cù Lao Giêng.
34. Sắp xếp toàn bộ diện tích tự nhiên, quy mô dân số của thị trấn Hội An, xã Hòa An (huyện Chợ Mới) và xã Hòa Bình thành xã mới có tên gọi là xã Hội An.
35. Sắp xếp toàn bộ diện tích tự nhiên, quy mô dân số của thị trấn Mỹ Luông, xã Long Điền A và xã Long Điền B thành xã mới có tên gọi là xã Long Điền.
36. Sắp xếp toàn bộ diện tích tự nhiên, quy mô dân số của các xã Mỹ Hội Đông, Long Giang và Nhơn Mỹ thành xã mới có tên gọi là xã Nhơn Mỹ.
37. Sắp xếp toàn bộ diện tích tự nhiên, quy mô dân số của các xã An Thạnh Trung, Mỹ An và Long Kiến thành xã mới có tên gọi là xã Long Kiến.
38. Sắp xếp toàn bộ diện tích tự nhiên, quy mô dân số của thị trấn Núi Sập, xã Thoại Giang và xã Bình Thành thành xã mới có tên gọi là xã Thoại Sơn.
39. Sắp xếp toàn bộ diện tích tự nhiên, quy mô dân số của thị trấn Óc Eo, xã Vọng Thê và xã Vọng Đông thành xã mới có tên gọi là xã Óc Eo.
40. Sắp xếp toàn bộ diện tích tự nhiên, quy mô dân số của các xã Vĩnh Phú (huyện Thoại Sơn), Định Thành và Định Mỹ thành xã mới có tên gọi là xã Định Mỹ.
41. Sắp xếp toàn bộ diện tích tự nhiên, quy mô dân số của thị trấn Phú Hòa, xã Phú Thuận và xã Vĩnh Chánh thành xã mới có tên gọi là xã Phú Hòa.
42. Sắp xếp toàn bộ diện tích tự nhiên, quy mô dân số của xã Vĩnh Khánh và xã Vĩnh Trạch thành xã mới có tên gọi là xã Vĩnh Trạch.
43. Sắp xếp toàn bộ diện tích tự nhiên, quy mô dân số của các xã An Bình, Mỹ Phú Đông và Tây Phú thành xã mới có tên gọi là xã Tây Phú.
44. Sắp xếp toàn bộ diện tích tự nhiên, quy mô dân số của các xã Vĩnh Bình Bắc, Vĩnh Bình Nam và Bình Minh thành xã mới có tên gọi là xã Vĩnh Bình.
45. Sắp xếp toàn bộ diện tích tự nhiên, quy mô dân số của xã Tân Thuận và xã Vĩnh Thuận thành xã mới có tên gọi là xã Vĩnh Thuận.
46. Sắp xếp toàn bộ diện tích tự nhiên, quy mô dân số của thị trấn Vĩnh Thuận, xã Phong Đông và xã Vĩnh Phong thành xã mới có tên gọi là xã Vĩnh Phong.
47. Sắp xếp toàn bộ diện tích tự nhiên, quy mô dân số của các xã Vĩnh Hòa (huyện U Minh Thượng), Thạnh Yên A, Hòa Chánh và Thạnh Yên thành xã mới có tên gọi là xã Vĩnh Hòa.
48. Sắp xếp toàn bộ diện tích tự nhiên, quy mô dân số của xã An Minh Bắc và xã Minh Thuận thành xã mới có tên gọi là xã U Minh Thượng.
49. Sắp xếp toàn bộ diện tích tự nhiên, quy mô dân số của xã Đông Thạnh và xã Đông Hòa thành xã mới có tên gọi là xã Đông Hòa.
50. Sắp xếp toàn bộ diện tích tự nhiên, quy mô dân số của xã Tân Thạnh (huyện An Minh) và xã Thuận Hòa thành xã mới có tên gọi là xã Tân Thạnh.
51. Sắp xếp toàn bộ diện tích tự nhiên, quy mô dân số của xã Vân Khánh Đông và xã Đông Hưng A thành xã mới có tên gọi là xã Đông Hưng.
52. Sắp xếp toàn bộ diện tích tự nhiên, quy mô dân số của thị trấn Thứ Mười Một, xã Đông Hưng và xã Đông Hưng B thành xã mới có tên gọi là xã An Minh.
53. Sắp xếp toàn bộ diện tích tự nhiên, quy mô dân số của xã Vân Khánh Tây và xã Vân Khánh thành xã mới có tên gọi là xã Vân Khánh.
54. Sắp xếp toàn bộ diện tích tự nhiên, quy mô dân số của các xã Tây Yên A, Nam Yên và Tây Yên thành xã mới có tên gọi là xã Tây Yên.
55. Sắp xếp toàn bộ diện tích tự nhiên, quy mô dân số của các xã Nam Thái, Nam Thái A và Đông Thái thành xã mới có tên gọi là xã Đông Thái.
56. Sắp xếp toàn bộ diện tích tự nhiên, quy mô dân số của thị trấn Thứ Ba, xã Đông Yên và xã Hưng Yên thành xã mới có tên gọi là xã An Biên.
57. Sắp xếp toàn bộ diện tích tự nhiên, quy mô dân số của các xã Thới Quản, Thủy Liễu và Định Hòa thành xã mới có tên gọi là xã Định Hòa.
58. Sắp xếp toàn bộ diện tích tự nhiên, quy mô dân số của thị trấn Gò Quao, xã Vĩnh Phước B và xã Định An thành xã mới có tên gọi là xã Gò Quao.
59. Sắp xếp toàn bộ diện tích tự nhiên, quy mô dân số của xã Vĩnh Hòa Hưng Bắc và xã Vĩnh Hòa Hưng Nam thành xã mới có tên gọi là xã Vĩnh Hòa Hưng.
60. Sắp xếp toàn bộ diện tích tự nhiên, quy mô dân số của các xã Vĩnh Thắng, Vĩnh Phước A và Vĩnh Tuy thành xã mới có tên gọi là xã Vĩnh Tuy.
61. Sắp xếp toàn bộ diện tích tự nhiên, quy mô dân số của thị trấn Giồng Riềng và các xã Bàn Tân Định, Thạnh Hòa, Bàn Thạch, Thạnh Bình thành xã mới có tên gọi là xã Giồng Riềng.
62. Sắp xếp toàn bộ diện tích tự nhiên, quy mô dân số của các xã Thạnh Lộc (huyện Giồng Riềng), Thạnh Phước và Thạnh Hưng thành xã mới có tên gọi là xã Thạnh Hưng.
63. Sắp xếp toàn bộ diện tích tự nhiên, quy mô dân số của các xã Vĩnh Phú (huyện Giồng Riềng), Vĩnh Thạnh và Long Thạnh thành xã mới có tên gọi là xã Long Thạnh.
64. Sắp xếp toàn bộ diện tích tự nhiên, quy mô dân số của các xã Hòa An (huyện Giồng Riềng), Hòa Lợi và Hòa Hưng thành xã mới có tên gọi là xã Hòa Hưng.
65. Sắp xếp toàn bộ diện tích tự nhiên, quy mô dân số của các xã Ngọc Thuận, Ngọc Thành và Ngọc Chúc thành xã mới có tên gọi là xã Ngọc Chúc.
66. Sắp xếp toàn bộ diện tích tự nhiên, quy mô dân số của xã Ngọc Hòa và xã Hòa Thuận thành xã mới có tên gọi là xã Hòa Thuận.
67. Sắp xếp toàn bộ diện tích tự nhiên, quy mô dân số của xã Tân Hòa và xã Tân An (huyện Tân Hiệp), xã Tân Thành, xã Tân Hội thành xã mới có tên gọi là xã Tân Hội.
68. Sắp xếp toàn bộ diện tích tự nhiên, quy mô dân số của thị trấn Tân Hiệp và các xã Tân Hiệp B, Thạnh Đông B, Thạnh Đông thành xã mới có tên gọi là xã Tân Hiệp.
69. Sắp xếp toàn bộ diện tích tự nhiên, quy mô dân số của các xã Tân Hiệp A, Thạnh Trị và Thạnh Đông A thành xã mới có tên gọi là xã Thạnh Đông.
70. Sắp xếp toàn bộ diện tích tự nhiên, quy mô dân số của các xã Thạnh Lộc (huyện Châu Thành), Mong Thọ, Mong Thọ A và Mong Thọ B thành xã mới có tên gọi là xã Thạnh Lộc.
71. Sắp xếp toàn bộ diện tích tự nhiên, quy mô dân số của thị trấn Minh Lương, xã Minh Hòa và xã Giục Tượng thành xã mới có tên gọi là xã Châu Thành.
72. Sắp xếp toàn bộ diện tích tự nhiên, quy mô dân số của các xã Bình An (huyện Châu Thành), Vĩnh Hòa Hiệp và Vĩnh Hòa Phú thành xã mới có tên gọi là xã Bình An.
73. Sắp xếp toàn bộ diện tích tự nhiên, quy mô dân số của thị trấn Hòn Đất và các xã Lình Huỳnh, Thổ Sơn, Nam Thái Sơn thành xã mới có tên gọi là xã Hòn Đất.
74. Sắp xếp toàn bộ diện tích tự nhiên, quy mô dân số của các xã Sơn Bình, Mỹ Thái và Sơn Kiên thành xã mới có tên gọi là xã Sơn Kiên.
75. Sắp xếp toàn bộ diện tích tự nhiên, quy mô dân số của thị trấn Sóc Sơn và các xã Mỹ Hiệp Sơn, Mỹ Phước, Mỹ Thuận thành xã mới có tên gọi là xã Mỹ Thuận.
76. Sắp xếp toàn bộ diện tích tự nhiên, quy mô dân số của xã Kiên Bình và xã Hòa Điền thành xã mới có tên gọi là xã Hòa Điền.
77. Sắp xếp toàn bộ diện tích tự nhiên, quy mô dân số của thị trấn Kiên Lương, xã Bình An (huyện Kiên Lương) và xã Bình Trị thành xã mới có tên gọi là xã Kiên Lương.
78. Sắp xếp toàn bộ diện tích tự nhiên, quy mô dân số của các xã Tân Khánh Hòa, Phú Lợi và Phú Mỹ thành xã mới có tên gọi là xã Giang Thành.
79. Sắp xếp toàn bộ diện tích tự nhiên, quy mô dân số của xã Vĩnh Phú (huyện Giang Thành) và xã Vĩnh Điều thành xã mới có tên gọi là xã Vĩnh Điều.
80. Sắp xếp toàn bộ diện tích tự nhiên, quy mô dân số của các phường Mỹ Bình, Mỹ Long, Mỹ Xuyên, Mỹ Phước, Mỹ Quý và Mỹ Hòa thành phường mới có tên gọi là phường Long Xuyên.
81. Sắp xếp toàn bộ diện tích tự nhiên, quy mô dân số của phường Bình Khánh, phường Bình Đức và xã Mỹ Khánh thành phường mới có tên gọi là phường Bình Đức.
82. Sắp xếp toàn bộ diện tích tự nhiên, quy mô dân số của phường Mỹ Thạnh và phường Mỹ Thới thành phường mới có tên gọi là phường Mỹ Thới.
83. Sắp xếp toàn bộ diện tích tự nhiên, quy mô dân số của các phường Vĩnh Nguơn, Châu Phú A, Châu Phú B, Vĩnh Mỹ và một phần diện tích tự nhiên, quy mô dân số của xã Vĩnh Châu thành phường mới có tên gọi là phường Châu Đốc.
84. Sắp xếp toàn bộ diện tích tự nhiên, quy mô dân số của phường Núi Sam, xã Vĩnh Tế và phần còn lại của xã Vĩnh Châu sau khi sắp xếp theo quy định tại khoản 83 Điều này thành phường mới có tên gọi là phường Vĩnh Tế.
85. Sắp xếp toàn bộ diện tích tự nhiên, quy mô dân số của phường Long Thạnh và phường Long Sơn thành phường mới có tên gọi là phường Tân Châu.
86. Sắp xếp toàn bộ diện tích tự nhiên, quy mô dân số của các phường Long Hưng, Long Châu và Long Phú thành phường mới có tên gọi là phường Long Phú.
87. Sắp xếp toàn bộ diện tích tự nhiên, quy mô dân số của phường An Phú, phường Tịnh Biên và xã An Nông thành phường mới có tên gọi là phường Tịnh Biên.
88. Sắp xếp toàn bộ diện tích tự nhiên, quy mô dân số của các phường Nhơn Hưng, Nhà Bàng và Thới Sơn thành phường mới có tên gọi là phường Thới Sơn.
89. Sắp xếp toàn bộ diện tích tự nhiên, quy mô dân số của phường Núi Voi, phường Chi Lăng và xã Tân Lợi thành phường mới có tên gọi là phường Chi Lăng.
90. Sắp xếp toàn bộ diện tích tự nhiên, quy mô dân số của phường Vĩnh Thông, xã Phi Thông và xã Mỹ Lâm thành phường mới có tên gọi là phường Vĩnh Thông.
91. Sắp xếp toàn bộ diện tích tự nhiên, quy mô dân số của các phường Vĩnh Quang, Vĩnh Thanh, Vĩnh Thanh Vân, Vĩnh Lạc, An Hòa, Vĩnh Hiệp, An Bình, Rạch Sỏi và Vĩnh Lợi thành phường mới có tên gọi là phường Rạch Giá.
92. Sắp xếp toàn bộ diện tích tự nhiên, quy mô dân số của các phường Pháo Đài, Bình San, Mỹ Đức và Đông Hồ thành phường mới có tên gọi là phường Hà Tiên.
93. Sắp xếp toàn bộ diện tích tự nhiên, quy mô dân số của phường Tô Châu, xã Thuận Yên và xã Dương Hòa thành phường mới có tên gọi là phường Tô Châu.
94. Sắp xếp toàn bộ diện tích tự nhiên, quy mô dân số của huyện Kiên Hải thành đặc khu có tên gọi là đặc khu Kiên Hải.
95. Sắp xếp toàn bộ diện tích tự nhiên, quy mô dân số của phường Dương Đông, phường An Thới và các xã Dương Tơ, Hàm Ninh, Cửa Dương, Bãi Thơm, Gành Dầu, Cửa Cạn thành đặc khu có tên gọi là đặc khu Phú Quốc.
96. Sắp xếp toàn bộ diện tích tự nhiên, quy mô dân số của xã Thổ Châu thành đặc khu có tên gọi là đặc khu Thổ Châu.
97. Sau khi sắp xếp, tỉnh An Giang có 102 đơn vị hành chính cấp xã, gồm 85 xã, 14 phường và 03 đặc khu; trong đó có 79 xã, 14 phường, 03 đặc khu hình thành sau sắp xếp quy định tại Điều này và 06 xã không thực hiện sắp xếp là các xã Mỹ Hòa Hưng, Bình Giang, Bình Sơn, Hòn Nghệ, Sơn Hải, Tiên Hải.